# Ausztrália a 2004. évi nyári olimpiai játékokon
Ausztrália a görögországi Athénban megrendezett 2004. évi nyári olimpiai játékok egyik részt vevő nemzete volt. Az országot az olimpián 33 sportágban 470 sportoló képviselte, akik összesen 50 érmet szereztek.
Az olimpia programjának 34 sportága illetve szakága közül mindössze a kézilabdára nem sikerült Ausztrália versenyzőinek a kvalifikáció.

## Érmesek
| Érem  | Versenyző | Sportág       | Versenyszám                                |
| ----- | --- | ------------- | ------------------------------------------ |
| Arany | Drew Ginn James Tomkins | Evezés        | Férfi kormányos nélküli kettes             |
| Arany | Nemzeti válogatott Michael Brennan Travis Brooks Dean Butler Liam De Young Jamie Dwyer Nathan Eglington Troy Elder Bevan George Robert Hammond Mark Hickman Mark Knowles Brent Lovermore Michael McCann Stephen Mowlam Grant Schubert Matthew Wells | Gyeplabda     | Férfi                                      |
| Arany | Sara Carrigan | Kerékpározás  | Női mezőnyverseny                          |
| Arany | Ryan Bayley | Kerékpározás  | Férfi egyéni sprint                        |
| Arany | Graeme Brown Peter Dawson Brett Lancaster Brad McGee Luke Roberts Stephen Wooldridge | Kerékpározás  | Férfi csapat üldözőverseny                 |
| Arany | Anna Meares | Kerékpározás  | Női egyéni időfutam                        |
| Arany | Ryan Bayley | Kerékpározás  | Férfi keirin                               |
| Arany | Graeme Brown Stuart O’Grady | Kerékpározás  | Férfi madison                              |
| Arany | Chantelle Newbery | Műugrás       | Női egyéni toronyugrás                     |
| Arany | Suzanne Balogh | Sportlövészet | Női trap                                   |
| Arany | Ian Thorpe | Úszás         | Férfi 200 m gyors                          |
| Arany | Ian Thorpe | Úszás         | Férfi 400 m gyors                          |
| Arany | Grant Hackett | Úszás         | Férfi 1500 m gyors                         |
| Arany | Jodie Henry | Úszás         | Női 100 m gyors                            |
| Arany | Petria Thomas | Úszás         | Női 100 m pillangó                         |
| Arany | Jodie Henry Alice Mills Sarah Ryan Petria Thomas Lisbeth Trickett | Úszás         | Női 4 × 100 m gyorsváltó                   |
| Arany | Jodie Henry Brooke Hanson Leisel Jones Alice Mills Giaan Rooney Jessicah Schipper Petria Thomas | Úszás         | Női 4 × 100 m vegyes váltó                 |
| Ezüst | Patrick Dwyer Clinton Hill Mark Ormrod John Steffensen | Atlétika      | Férfi 4 × 400 m váltó                      |
| Ezüst | Nemzeti válogatott Craig Anderson Thomas Brice Adrian Burnside Gavin Fingleson Paul Gonzalez Nick Kimpton Brendan Kingman Craig Lewis Graeme Lloyd David Nilsson Trent Oeltjen Wayne Ough Chris Oxspring Brett Roneberg Ryan Rowland Smith John Stephens Phil Stockman Brett Tamburrino Richard Thompson Andrew Utting Ben Wigmore Glenn Williams Jeff Williams Rodney Van Buizen | Baseball      | Férfi                                      |
| Ezüst | Simon Burgess Ben Cureton Anthony Edwards Glen Loftus | Evezés        | Férfi könnyűsúlyú kormányos nélküli négyes |
| Ezüst | Nathan Baggaley | Kajak-kenu    | Férfi kajak egyes 500 m                    |
| Ezüst | Nathan Baggaley Clint Robinson | Kajak-kenu    | Férfi kajak kettes 500 m                   |
| Ezüst | Brad McGee | Kerékpározás  | Férfi egyéni üldözőverseny                 |
| Ezüst | Katie Mactier | Kerékpározás  | Női egyéni üldözőverseny                   |
| Ezüst | Nemzeti válogatott Suzy Batkovic Sandra Brondello Trisha Fallon Kristi Harrower Lauren Jackson Natalie Porter Alicia Poto Belinda Snell Laura Summerton Rachael Sporn Penny Taylor Allison Tranquilli | Kosárlabda    | Női                                        |
| Ezüst | Mathew Helm | Műugrás       | Férfi egyéni toronyugrás                   |
| Ezüst | Nemzeti válogatott Sandra Allen Marissa Carpadios Fiona Crawford Amanda Doman Peta Edebone Tanya Harding Natalie Hodgskin Simmone Morrow Tracey Mosley Stacey Porter Melanie Roche Natalie Titcume Natalie Ward Brooke Wilkins Kerry Wyborn | Softball      | Női                                        |
| Ezüst | Loretta Harrop | Triatlon      | Női                                        |
| Ezüst | Grant Hackett | Úszás         | Férfi 400 m gyors                          |
| Ezüst | Grant Hackett Michael Klim Antony Matkovich Todd Pearson Nicholas Sprenger Craig Stevens Ian Thorpe | Úszás         | Férfi 4 × 200 m gyorsváltó                 |
| Ezüst | Brooke Hanson | Úszás         | Női 100 m mell                             |
| Ezüst | Leisel Jones | Úszás         | Női 200 m mell                             |
| Ezüst | Petria Thomas | Úszás         | Női 200 m pillangó                         |
| Bronz | Nathan Deakes | Atlétika      | Férfi 20 km gyaloglás                      |
| Bronz | Jane Saville | Atlétika      | Női 20 km gyaloglás                        |
| Bronz | Boden Hanson Mike McKay Stuart Reside Geoffrey Stewart James Stewart Stephen Stewart Stefan Szczurowski Michael Toon Stuart Welch | Evezés        | Férfi nyolcas                              |
| Bronz | Amber Bradley Dana Faletic Kerry Hore Rebecca Sattin | Evezés        | Női négypárevezős                          |
| Bronz | Tim Cuddihy | Íjászat       | Férfi egyéni                               |
| Bronz | Michael Rogers | Kerékpározás  | Férfi egyéni időfutam                      |
| Bronz | Anna Meares | Kerékpározás  | Női egyéni sprint                          |
| Bronz | Shane Kelly | Kerékpározás  | Férfi keirin                               |
| Bronz | Steven Barnett Robert Newbery | Műugrás       | Férfi szinkron műugrás                     |
| Bronz | Mathew Helm Robert Newbery | Műugrás       | Férfi szinkron toronyugrás                 |
| Bronz | Loudy Tourky | Műugrás       | Női egyéni toronyugrás                     |
| Bronz | Irina Lashko Chantelle Newbery | Műugrás       | Női szinkron műugrás                       |
| Bronz | Adam Vella | Sportlövészet | Férfi trap                                 |
| Bronz | Alicia Molik | Tenisz        | Női egyes                                  |
| Bronz | Ian Thorpe | Úszás         | Férfi 100 m gyors                          |
| Bronz | Lisbeth Trickett | Úszás         | Női 50 m gyors                             |
| Bronz | Leisel Jones | Úszás         | Női 100 m mell                             |

## Asztalitenisz
Férfi
| Versenyző                     | Versenyszám | 64-es főtábla                                                 | 48-as főtábla                                                                       | 32-es főtábla                                                                   | Nyolcaddöntő      | Negyeddöntő       | Elődöntő          | Döntő             | Helyezés |
| Versenyző                     | Versenyszám | Ellenfél Eredmény                                             | Ellenfél Eredmény                                                                   | Ellenfél Eredmény                                                               | Ellenfél Eredmény | Ellenfél Eredmény | Ellenfél Eredmény | Ellenfél Eredmény | Helyezés |
| ----------------------------- | ----------- | ------------------------------------------------------------- | ----------------------------------------------------------------------------------- | ------------------------------------------------------------------------------- | ----------------- | ----------------- | ----------------- | ----------------- | -------- |
| Trevor Brown                  | Egyes       | Macusita Kódzsi (JPN) · 4-11, 6-11, 9-11, 3-11                | kiesett                                                                             | kiesett                                                                         | kiesett           | kiesett           | kiesett           | kiesett           | 49.      |
| William Henzell               | Egyes       | Khoa Dinh Nguyen (USA) · 11-7, 6-11, 11-7, 11-4, 11-9         | Weixing Chen (AUT) · 7-11, 3-11, 10-12, 6-11                                        | kiesett                                                                         | kiesett           | kiesett           | kiesett           | kiesett           | 33.      |
| Russell Lavale                | Egyes       | Srđan Miličević (BIH) · 12-10, 9-11, 4-11, 11-9, 16-18, 11-13 | kiesett                                                                             | kiesett                                                                         | kiesett           | kiesett           | kiesett           | kiesett           | 49.      |
| William Henzell Dave Zalcberg | Páros       |                                                               | Olaszország (ITA) · Massimiliano Mondello · Min Yang · 11-6, 8-11, 11-7, 11-7, 11-5 | Hollandia (NED) · Danny Heister · Trinko Keen · 13-15, 10-12, 11-6, 12-14, 3-11 | kiesett           | kiesett           | kiesett           | kiesett           | 17.      |
| Trevor Brown Russell Lavale   | Páros       |                                                               | Kanada (CAN) · Johnny Huang · Faazil Kassam · 9-11, 3-11, 6-11, 8-11                | kiesett                                                                         | kiesett           | kiesett           | kiesett           | kiesett           | 25.      |

Női
| Versenyző               | Versenyszám | 64-es főtábla                                                | 48-as főtábla                                                                 | 32-es főtábla     | Nyolcaddöntő      | Negyeddöntő       | Elődöntő          | Döntő             | Helyezés |
| Versenyző               | Versenyszám | Ellenfél Eredmény                                            | Ellenfél Eredmény                                                             | Ellenfél Eredmény | Ellenfél Eredmény | Ellenfél Eredmény | Ellenfél Eredmény | Ellenfél Eredmény | Helyezés |
| ----------------------- | ----------- | ------------------------------------------------------------ | ----------------------------------------------------------------------------- | ----------------- | ----------------- | ----------------- | ----------------- | ----------------- | -------- |
| Jian-Fang Lay           | Egyes       | Cornelia Vaida (CRO) · 12-10, 11-5, 11-6, 13-11              | Elke Schall-Wosik (GER) · 11-3, 6-11, 11-6, 7-11, 8-11, 10-12                 | kiesett           | kiesett           | kiesett           | kiesett           | kiesett           | 33.      |
| Miao Miao               | Egyes       | Marisol Espineira (PER) · 8-11, 9-11, 11-5, 11-4, 11-6, 11-6 | Fukuhara Ai (JPN) · 11-5, 11-7, 9-11, 6-11, 6-11, 11-9, 9-11                  | kiesett           | kiesett           | kiesett           | kiesett           | kiesett           | 33.      |
| Jian-Fang Lay Miao Miao | Páros       |                                                              | Új-Zéland (NZL) · Chunli Li · Karen Li · 10-12, 11-8, 11-6, 5-11, 2-11, 12-14 | kiesett           | kiesett           | kiesett           | kiesett           | kiesett           | 25.      |

## Atlétika
Férfi
| Versenyző                                              | Versenyszám     | Előfutam | Előfutam | Előfutam | Negyeddöntő | Negyeddöntő | Negyeddöntő | Elődöntő | Elődöntő | Elődöntő | Döntő    | Döntő    |
| Versenyző                                              | Versenyszám     | Idő      | Hely.    | Össz.    | Idő         | Hely.       | Össz.       | Idő      | Hely.    | Össz.    | Idő      | Helyezés |
| ------------------------------------------------------ | --------------- | -------- | -------- | -------- | ----------- | ----------- | ----------- | -------- | -------- | -------- | -------- | -------- |
| Joshua Ross                                            | 100 m           | 10,24    | 3.       | 22.      | 10,22       | 5.          | 19.         | kiesett  | kiesett  | kiesett  | kiesett  | kiesett  |
| Adam Miller                                            | 200 m           | 21,31    | 8.       | 46.      | kiesett     | kiesett     | kiesett     | kiesett  | kiesett  | kiesett  | kiesett  | kiesett  |
| Clinton Hill                                           | 400 m           | 45,89    | 4.       | 25.      |             |             |             | kiesett  | kiesett  | kiesett  | kiesett  | kiesett  |
| Casey Vincent                                          | 400 m           | 46,09    | 4.       | 29.      |             |             |             | kiesett  | kiesett  | kiesett  | kiesett  | kiesett  |
| Craig Mottram                                          | 5000 m          | 13:21,88 | 4.       | 10.      |             |             |             |          |          |          | 13:25,70 | 8.       |
| Peter Nowill                                           | 3000 m akadály  | 8:29,14  | 7.       | 24.      |             |             |             |          |          |          | kiesett  | kiesett  |
| Sisay Bezabeh                                          | Maraton         |          |          |          |             |             |             |          |          |          | 2:25:26  | 60.      |
| Nicholas Harrison                                      | Maraton         |          |          |          |             |             |             |          |          |          | 2:21:42  | 45.      |
| Lee Troop                                              | Maraton         |          |          |          |             |             |             |          |          |          | 2:18:46  | 28.      |
| Luke Adams                                             | 20 km gyaloglás |          |          |          |             |             |             |          |          |          | 1:23:52  | 16.      |
| Nathan Deakes                                          | 20 km gyaloglás |          |          |          |             |             |             |          |          |          | 1:20:02  |          |
| Nathan Deakes                                          | 50 km gyaloglás |          |          |          |             |             |             |          |          |          | kizárták | kizárták |
| Adam Basil Paul Di Bella Patrick Johnson Joshua Ross   | 4 × 100 m váltó | 38,49    | 3.       | 4.       |             |             |             |          |          |          | 38,56    | 6.       |
| John Steffensen Mark Ormrod Patrick Dwyer Clinton Hill | 4 × 400 m váltó | 3:03,06  | 4.       | 7.       |             |             |             |          |          |          | 3:00,60  |          |

| Versenyző             | Versenyszám   | Selejtező | Selejtező | Döntő    | Döntő    |
| Versenyző             | Versenyszám   | Eredmény  | Helyezés  | Eredmény | Helyezés |
| --------------------- | ------------- | --------- | --------- | -------- | -------- |
| Paul Burgess          | Rúdugrás      | 570 cm    | 1.***     | 555 cm   | 11.*     |
| Steven Hooker         | Rúdugrás      | 530 cm    | 28.**     | kiesett  | kiesett  |
| Dmitri Markov         | Rúdugrás      | 550 cm    | 23.*      | kiesett  | kiesett  |
| Andrew Murphy         | Hármasugrás   | 16,82 m   | 14.       | kiesett  | kiesett  |
| Justin Anlezark       | Súlylökés     | 20,45 m   | 6.        | 20,31 m  | 7.       |
| Stuart Rendell        | Kalapácsvetés | 72,61 m   | 25.       | kiesett  | kiesett  |
| Oliver Dziubak        | Gerelyhajítás | 78,53 m   | 19.       | kiesett  | kiesett  |
| William Hamlyn-Harris | Gerelyhajítás | 77,43 m   | 21.       | kiesett  | kiesett  |

Női
| Versenyző       | Versenyszám     | Előfutam | Előfutam | Előfutam | Negyeddöntő | Negyeddöntő | Negyeddöntő | Elődöntő | Elődöntő | Elődöntő | Döntő    | Döntő    |
| Versenyző       | Versenyszám     | Idő      | Hely.    | Össz.    | Idő         | Hely.       | Össz.       | Idő      | Hely.    | Össz.    | Idő      | Helyezés |
| --------------- | --------------- | -------- | -------- | -------- | ----------- | ----------- | ----------- | -------- | -------- | -------- | -------- | -------- |
| Lauren Hewitt   | 200 m           | 22,87    | 4.       | 14.      | 23,44       | 8.          | 28.*        | kiesett  | kiesett  | kiesett  | kiesett  | kiesett  |
| Tamsyn Lewis    | 800 m           | 2:02,67  | 5.       | 20.      |             |             |             | kiesett  | kiesett  | kiesett  | kiesett  | kiesett  |
| Sarah Jamieson  | 1500 m          | 4:09,25  | 11.      | 30.      |             |             |             | kiesett  | kiesett  | kiesett  | kiesett  | kiesett  |
| Benita Johnson  | 10 000 m        |          |          |          |             |             |             |          |          |          | 32:32,01 | 24.      |
| Haley McGregor  | 10 000 m        |          |          |          |             |             |             |          |          |          | 33:35,27 | 25.      |
| Jana Pittman    | 400 m gát       | 54,83    | 1.       | 9.*      |             |             |             | 54,05    | 2.       | 6.       | 53,92    | 5.       |
| Kerryn McCann   | Maraton         |          |          |          |             |             |             |          |          |          | 2:41:41  | 31.      |
| Jane Saville    | 20 km gyaloglás |          |          |          |             |             |             |          |          |          | 1:29:25  |          |
| Natalie Saville | 20 km gyaloglás |          |          |          |             |             |             |          |          |          | 1:36:54  | 36.      |
| Cheryl Webb     | 20 km gyaloglás |          |          |          |             |             |             |          |          |          | 1:37:40  | 38.      |

| Versenyző        | Versenyszám   | Selejtező | Selejtező | Döntő    | Döntő    |
| Versenyző        | Versenyszám   | Eredmény  | Helyezés  | Eredmény | Helyezés |
| ---------------- | ------------- | --------- | --------- | -------- | -------- |
| Petrina Price    | Magasugrás    | 180 cm    | 34.       | kiesett  | kiesett  |
| Kym Howe         | Rúdugrás      | 430 cm    | 16.       | kiesett  | kiesett  |
| Bronwyn Thompson | Távolugrás    | 680 cm    | 2.        | 696 cm   | 4.       |
| Bronwyn Eagles   | Kalapácsvetés | 64,09 m   | 32.       | kiesett  | kiesett  |
| Brooke Krueger   | Kalapácsvetés | 63,88 m   | 33.       | kiesett  | kiesett  |
| Debbie Sosimenko | Kalapácsvetés | 57,79 m   | 44.       | kiesett  | kiesett  |

| Versenyző     | Versenyszám | 100 m gát | 100 m gát | Magasugrás | Magasugrás | Súlylökés | Súlylökés | 200 m | 200 m | Távolugrás | Távolugrás | Gerelyhajítás | Gerelyhajítás | 800 m   | 800 m | Végeredmény | Végeredmény |
| Versenyző     | Versenyszám | Idő       | Pont      | Eredmény   | Pont       | Eredmény  | Pont      | Idő   | Pont  | Eredmény   | Pont       | Eredmény      | Pont          | Idő     | Pont  | Pont        | Helyezés    |
| ------------- | ----------- | --------- | --------- | ---------- | ---------- | --------- | --------- | ----- | ----- | ---------- | ---------- | ------------- | ------------- | ------- | ----- | ----------- | ----------- |
| Kylie Wheeler | Hétpróba    | 13,88     | 995       | 179 cm     | 966        | 13,18 m   | 739       | 24,35 | 947   | 636 cm     | 962        | 37,77 m       | 625           | 2:17,65 | 856   | 6090        | 18.         |

* - egy másik versenyzővel azonos időt/eredményt ért el

** - két másik versenyzővel azonos eredményt ért el

*** - öt másik versenyzővel azonos eredményt ért el

## Baseball
| #          | Poz. | Név                | Születési idő                    | Klub                     |
| ---------- | ---- | ------------------ | -------------------------------- | ------------------------ |
| 3          | P    | Jeff Williams      | 1972. június 6. (32 évesen)      | Hanshin Tigers           |
| 11         | P    | Ryan Rowland Smith | 1983. január 26. (21 évesen)     | Seattle Mariners         |
| 19         | P    | Richard Thompson   | 1984. július 1. (20 évesen)      | Anaheim Angels           |
| 20         | P    | Wayne Ough         | 1978. november 27. (25 évesen)   | New York Mets            |
| 27         | P    | Graeme Lloyd       | 1967. április 8. (37 évesen)     | National Team            |
| 28         | P    | John Stephens      | 1979. november 15. (24 évesen)   | Boston Red Sox           |
| 31         | P    | Craig Anderson     | 1980. október 30. (23 évesen)    | Seattle Mariners         |
| 35         | P    | Chris Oxspring     | 1977. május 13. (27 évesen)      | San Diego Padres         |
| 39         | P    | Phil Stockman      | 1980. január 25. (24 évesen)     | Diamondbacks             |
| 40         | P    | Adrian Burnside    | 1977. március 15. (27 évesen)    | Detroit Tigers           |
| 14         | C    | David Nilsson      | 1969. december 14. (34 évesen)   | Redcliffe Padres         |
| 16         | C    | Ben Wigmore        | 1982. január 17. (22 évesen)     | Kensington Cardinals     |
| 7          | C/U  | Andrew Utting      | 1977. szeptember 9. (26 évesen)  | Surfers Paradise         |
| 4          | IF   | Gavin Fingleson    | 1976. augusztus 5. (28 évesen)   | New Haven County Cutters |
| 6          | IF   | Rodney Van Buizen  | 1980. szeptember 25. (23 évesen) | Los Angeles Dodgers      |
| 18         | IF   | Glenn Williams     | 1977. július 18. (27 évesen)     | Toronto Blue Jays        |
| 22         | IF   | Brendan Kingman    | 1973. május 22. (31 évesen)      | Brockton Rox             |
| 26         | IF   | Craig Lewis        | 1976. december 30. (27 évesen)   | Brockton Rox             |
| 8          | OF   | Trent Oeltjen      | 1983. február 28. (21 évesen)    | Minnesota Twins          |
| 10         | OF   | Nick Kimpton       | 1983. október 27. (20 évesen)    | Anaheim Angels           |
| 17         | OF   | Brett Roneberg     | 1979. február 5. (25 évesen)     | Boston Red Sox           |
| 25         | OF   | Thomas Brice       | 1981. augusztus 24. (22 évesen)  | Chicago White Sox        |
| 5          | U    | Brett Tamburrino   | 1981. november 10. (22 évesen)   | Minnesota Twins          |
| 23         | U    | Paul Gonzalez      | 1969. április 22. (35 évesen)    | Redcliffe Padres         |
| Vezetőedző |      |                    |                                  |                          |
| 24         |      | Jon Deeble         | 1962. május 18. (42 évesen)      |                          |

- Kor: 2004. augusztus 14-i kora

### Eredmények
Csoportkör
| Csapat      | M | Gy | V | P+ | P– | Pk  |
| ----------- | - | -- | - | -- | -- | --- |
| Japán       | 7 | 6  | 1 | 49 | 20 | +29 |
| Kuba        | 7 | 6  | 1 | 41 | 17 | +24 |
| Kanada      | 7 | 5  | 2 | 39 | 17 | +22 |
| Ausztrália  | 7 | 4  | 3 | 49 | 30 | +19 |
| Tajvan      | 7 | 3  | 4 | 24 | 28 | –4  |
| Hollandia   | 7 | 2  | 5 | 29 | 55 | –26 |
| Görögország | 7 | 1  | 6 | 24 | 49 | –25 |
| Olaszország | 7 | 1  | 6 | 19 | 58 | –39 |

| 2004. augusztus 15. 10:30 |  | Kuba (CUB) | 4–1 | Ausztrália |  |  |
| 2004. augusztus 15. 10:30 |  |            |     |            |  |  |

| 2004. augusztus 16. 10:30 |  | Ausztrália (AUS) | 0–3 | Tajvan |  |  |
| 2004. augusztus 16. 10:30 |  |                  |     |        |  |  |

| 2004. augusztus 17. 18:30 |  | Olaszország (ITA) | 0–6 | Ausztrália |  |  |
| 2004. augusztus 17. 18:30 |  |                   |     |            |  |  |

| 2004. augusztus 18. 11:30 |  | Japán (JPN) | 4–9 | Ausztrália |  |  |
| 2004. augusztus 18. 11:30 |  |             |     |            |  |  |

| 2004. augusztus 20. 18:30 |  | Ausztrália (AUS) | 11–6 | Görögország |  |  |
| 2004. augusztus 20. 18:30 |  |                  |      |             |  |  |

| 2004. augusztus 21. 18:30 |  | Hollandia (NED) | 2–22 | Ausztrália |  |  |
| 2004. augusztus 21. 18:30 |  |                 |      |            |  |  |

| 2004. augusztus 22. 19:30 |  | Ausztrália (AUS) | 0–11 | Kanada |  |  |
| 2004. augusztus 22. 19:30 |  |                  |      |        |  |  |

Elődöntő
| 2004. augusztus 24. 11:30 |  | Japán (JPN) | 0–1 | Ausztrália |  |  |
| 2004. augusztus 24. 11:30 |  |             |     |            |  |  |

Döntő
| 2004. augusztus 25. 20:00 |  | Ausztrália (AUS) | 2–6 | Kuba |  |  |
| 2004. augusztus 25. 20:00 |  |                  |     |      |  |  |

| Csapat     | Helyezés |
| ---------- | -------- |
| Ausztrália |          |

## Birkózás

### Férfi
Szabadfogású
| Versenyző | Versenyszám | Csoportkör                                                              | Csoportkör | Negyeddöntő       | Elődöntő          | Bronz- mérkőzés   | Döntő             | Helyezés |
| Versenyző | Versenyszám | Ellenfél Eredmény                                                       | Hely.      | Ellenfél Eredmény | Ellenfél Eredmény | Ellenfél Eredmény | Ellenfél Eredmény | Helyezés |
| --------- | ----------- | ----------------------------------------------------------------------- | ---------- | ----------------- | ----------------- | ----------------- | ----------------- | -------- |
| Ali Abdo  | 74 kg       | E csoport · Salvatore Rinella (ITA) · 011 · Murad Hajdarav (BLR) · 0-10 | 3.         | kiesett           | kiesett           | kiesett           | kiesett           | 20.      |

## Cselgáncs
Férfi
| Versenyző       | Versenyszám  | Selejtező         | 32-es főtábla                           | Nyolcaddöntő                         | Negyeddöntő                      | Elődöntő          | Vigaszág első kör                | Vigaszág negyeddöntő              | Vigaszág elődöntő               | Bronz- mérkőzés   | Döntő             | Helyezés    |
| Versenyző       | Versenyszám  | Ellenfél Eredmény | Ellenfél Eredmény                       | Ellenfél Eredmény                    | Ellenfél Eredmény                | Ellenfél Eredmény | Ellenfél Eredmény                | Ellenfél Eredmény                 | Ellenfél Eredmény               | Ellenfél Eredmény | Ellenfél Eredmény | Helyezés    |
| --------------- | ------------ | ----------------- | --------------------------------------- | ------------------------------------ | -------------------------------- | ----------------- | -------------------------------- | --------------------------------- | ------------------------------- | ----------------- | ----------------- | ----------- |
| Scott Fernandis | Légsúly      |                   | Craig Fallon (GBR) · 0000-1000          | kiesett                              | kiesett                          | kiesett           |                                  |                                   |                                 |                   |                   | helyezetlen |
| Heath Young     | Harmatsúly   |                   | Juan José Paz (BOL) · 0103-0000         | Yordanis Arencibia (CUB) · 0001-1001 |                                  |                   | Ludwig Ortíz (VEN) · 0000-1000   | kiesett                           | kiesett                         | kiesett           |                   | helyezetlen |
| Andrew Collett  | Könnyűsúly   |                   | Krzysztof Wiłkomirski (POL) · 0001-1001 | kiesett                              | kiesett                          | kiesett           |                                  |                                   |                                 |                   |                   | helyezetlen |
| Morgan Davies   | Váltósúly    |                   | Ilíasz Iliádisz (GRE) · 0000-1002       |                                      |                                  |                   | Ariel Sganga (ARG) · 1000-0000   | Kvon Jongu (KOR) · 0000-1001      | kiesett                         | kiesett           |                   | helyezetlen |
| Daniel Kelly    | Középsúly    |                   | Winston Gordon (GBR) · 0000-1100        |                                      |                                  |                   | José Geraldino (DOM) · 1010-0000 | Carlos Honorato (BRA) · 0011-0010 | Haszanbi Taov (RUS) · 0001-0100 | kiesett           |                   | 7.          |
| Martin Kelly    | Félnehézsúly |                   | Barry Kirk Jackman (BAR) · 1101-0010    | Inoue Kószei (JPN) · 0000-1000       | kiesett                          | kiesett           |                                  |                                   |                                 |                   |                   | helyezetlen |
| Semír Pepic     | Nehézsúly    |                   | Sergio Camacho (COL) · 1000-0000        | Martin Boonzaayer (USA) · 1010-0000  | Szejed Fasandi (IRI) · 0100-0110 |                   |                                  | Selim Tataroğlu (TUR) · 0010-0110 | kiesett                         | kiesett           |                   | helyezetlen |

Női
| Versenyző        | Versenyszám | Selejtező                             | Nyolcaddöntő                       | Negyeddöntő                  | Elődöntő                      | Vigaszág első kör                    | Vigaszág negyeddöntő                | Vigaszág elődöntő | Bronz- mérkőzés                | Döntő             | Helyezés    |
| Versenyző        | Versenyszám | Ellenfél Eredmény                     | Ellenfél Eredmény                  | Ellenfél Eredmény            | Ellenfél Eredmény             | Ellenfél Eredmény                    | Ellenfél Eredmény                   | Ellenfél Eredmény | Ellenfél Eredmény              | Ellenfél Eredmény | Helyezés    |
| ---------------- | ----------- | ------------------------------------- | ---------------------------------- | ---------------------------- | ----------------------------- | ------------------------------------ | ----------------------------------- | ----------------- | ------------------------------ | ----------------- | ----------- |
| Sonya Chervonsky | Légsúly     | Frédérique Jossinet (FRA) · 0000-0200 |                                    |                              |                               | Taccjana Maszkvina (BLR) · 0000-1000 | kiesett                             | kiesett           | kiesett                        |                   | helyezetlen |
| Pekli Mária      | Könnyűsúly  | Lena Göldi (SUI) · 0000-1131          | kiesett                            | kiesett                      | kiesett                       |                                      |                                     |                   |                                |                   | helyezetlen |
| Carly Dixon      | Váltósúly   |                                       | Lucie Décosse (FRA) · 0000-1010    | kiesett                      | kiesett                       |                                      |                                     |                   |                                |                   | helyezetlen |
| Cath Arlove      | Középsúly   |                                       | Andrea Pažoutová (CZE) · 1000-0000 | Kim Ljonmi (PRK) · 1000-0100 | Ueno Maszae (JPN) · 0000-1002 |                                      |                                     |                   | Csin Tung-ja (CHN) · 0000-0202 |                   | 5.          |
| Jessica Malone   | Nehézsúly   |                                       | Cukada Maki (JPN) · 0000-1000      |                              |                               |                                      | Marina Prokofjeva (UKR) · 0000-1000 | kiesett           | kiesett                        |                   | helyezetlen |

## Evezés
Férfi
| Versenyző | Versenyszám                          | Előfutam | Előfutam | Vigaszág | Vigaszág | Elődöntő | Elődöntő | Elődöntő | Döntő | Döntő   | Döntő | Helyezés |
| Versenyző | Versenyszám                          | Idő      | Hely.    | Idő      | Hely.    | Típus    | Idő      | Hely.    | Típus | Idő     | Hely. | Helyezés |
| --- | ------------------------------------ | -------- | -------- | -------- | -------- | -------- | -------- | -------- | ----- | ------- | ----- | -------- |
| Craig Jones | Egypárevezős                         | 7:19,71  | 2.       | 7:06,13  | 1.       | A/B/C    | 7:05,66  | 4.       | B     | 6:58,48 | 5.    | 11.      |
| Brendan Long Peter Hardcastle | Kétpárevezős                         | 6:52,34  | 3.       |          |          | A/B      | 6:22,69  | 6.       | B     | 6:22,57 | 5.    | 12.      |
| Drew Ginn James Tomkins | Kormányos nélküli kettes             | 6:55,04  | 1.       |          |          | A/B      | 6:22,60  | 1.       | A     | 6:30,76 | 1.    |          |
| George Jelbart Cameron Wurf | Könnyűsúlyú kétpárevezős             | 6:28,94  | 4.       | 6:26,10  | 3.       | C/D      | 6:27,68  | 1.       | C     | 6:51,32 | 4.    | 16.      |
| Scott Brennan David Crawshay Duncan Free Shaun Coulton                                                                                        | Négypárevezős                        | 5:46,32  | 3.       |          |          | A/B      | 5:45,45  | 4.       | B     | 6:02,31 | 1.    | 7.       |
| David McGowan Robert Jahrling Tom Laurich Dave Dennis                                                                                         | Kormányos nélküli négyes             | 6:21,97  | 1.       |          |          | A/B      | 5:51,81  | 2.       | A     | 6:13,06 | 4.    | 4.       |
| Glen Loftus Anthony Edwards Ben Cureton Simon Burgess                                                                                         | Könnyűsúlyú kormányos nélküli négyes | 5:50,24  | 1.       |          |          | A/B      | 5:55,22  | 2.       | A     | 6:02,79 | 2.    |          |
| Stefan Szczurowski Stuart Reside Stuart Welch James Stewart Geoffrey Stewart Boden Hanson Mike McKay Stephen Stewart Michael Toon (kormányos) | Nyolcas                              | 5:23,23  | 1.       |          |          |          |          |          | A     | 5:45,38 | 3.    |          |

Női
| Versenyző | Versenyszám              | Előfutam | Előfutam | Vigaszág | Vigaszág | Elődöntő | Elődöntő | Elődöntő | Döntő | Döntő   | Döntő | Helyezés |
| Versenyző | Versenyszám              | Idő      | Hely.    | Idő      | Hely.    | Típus    | Idő      | Hely.    | Típus | Idő     | Hely. | Helyezés |
| --- | ------------------------ | -------- | -------- | -------- | -------- | -------- | -------- | -------- | ----- | ------- | ----- | -------- |
| Donna Martin Jane Robinson | Kétpárevezős             | 7:41,20  | 4.       | 7:04,69  | 3.       |          |          |          | B     | 6:55,17 | 3.    | 9.       |
| Sally Newmarch Amber Halliday | Könnyűsúlyú kétpárevezős | 6:49,90  | 1.       |          |          | A/B      | 6:54,01  | 1.       | A     | 6:59,91 | 4.    | 4.       |
| Dana Faletic Rebecca Sattin Kerry Hore Amber Bradley | Négypárevezős            | 6:23,46  | 3.       | 6:24,67  | 3.       |          |          |          | A     | 6:34,73 | 3.    |          |
| Sarah Outhwaite-Tait Jodi Winter Catriona Oliver-Sens Monique Heinke Julia Wilson Sally Robbins Victoria Roberts Kyeema Doyle Katie Foulkes (kormányos) | Nyolcas                  | 6:02,77  | 4.       | 6:09,64  | 3.       |          |          |          | A     | 6:31,65 | 6.    | 6.       |

## Gyeplabda

### Férfi
| #               | Név                   |         |         |         |         |         |         |         |
| Kapusok         | Kapusok               | Kapusok | Kapusok | Kapusok | Kapusok | Kapusok | Kapusok | Kapusok |
| --------------- | --------------------- | ------- | ------- | ------- | ------- | ------- | ------- | ------- |
| 19              | Mark Hickman          |         |         |         |         |         |         |         |
| 30              | Stephen Mowlam        |         |         |         |         |         |         |         |
| Mezőnyjátékosok |                       |         |         |         |         |         |         |         |
| 1               | Jamie Dwyer           |         |         |         |         |         |         |         |
| 2               | Liam De Young         |         |         |         |         |         |         |         |
| 4               | Michael McCann        |         |         |         |         |         |         |         |
| 5               | Troy Elder            |         |         |         |         |         |         |         |
| 6               | Robert Hammond        |         |         |         |         |         |         |         |
| 7               | Nathan Eglington      |         |         |         |         |         |         |         |
| 9               | Mark Knowles          |         |         |         |         |         |         |         |
| 13              | Michael Brennan       |         |         |         |         |         |         |         |
| 14              | Grant Schubert        |         |         |         |         |         |         |         |
| 15              | Bevan George          |         |         |         |         |         |         |         |
| 23              | Matthew Wells         |         |         |         |         |         |         |         |
| 24              | Travis Brooks         |         |         |         |         |         |         |         |
| 25              | Brent Lovermore (CSK) |         |         |         |         |         |         |         |
| 26              | Dean Butler           |         |         |         |         |         |         |         |
| Tartalékok      |                       |         |         |         |         |         |         |         |
| Vezetőedző      |                       |         |         |         |         |         |         |         |
|                 | Barry Dancer          |         |         |         |         |         |         |         |

#### Eredmények
Csoportkör
B csoport
| Csapat                        | M | Gy | D | V | G+ | G– | Gk | P  |
| ----------------------------- | - | -- | - | - | -- | -- | -- | -- |
| Hollandia (NED)               | 5 | 5  | 0 | 0 | 16 | 9  | +7 | 15 |
| Ausztrália (AUS)              | 5 | 3  | 1 | 1 | 14 | 10 | +4 | 10 |
| Új-Zéland (NZL)               | 5 | 3  | 0 | 2 | 13 | 11 | +2 | 9  |
| India (IND)                   | 5 | 1  | 1 | 3 | 11 | 13 | –2 | 4  |
| Dél-afrikai Köztársaság (RSA) | 5 | 1  | 0 | 4 | 9  | 15 | –6 | 3  |
| Argentína (ARG)               | 5 | 0  | 2 | 3 | 8  | 13 | –5 | 2  |

| 2004. augusztus 15. 8:30 | Ausztrália (AUS)                | 4–1   | Új-Zéland (NZL) | Játékvezetők: David Leiper (GBR), Amarjit Singh (MAS) |
| 2004. augusztus 15. 8:30 | Elder 15' · Dwyer 24', 42', 60' | (2–0) | Smith 58'       | Játékvezetők: David Leiper (GBR), Amarjit Singh (MAS) |

| 2004. augusztus 17. 10:30 | Argentína (ARG)                                  | 2–2        | Ausztrália (AUS) | Játékvezetők: Christian Blasch (GER), Jason McCracken (NZL) |
| 2004. augusztus 17. 10:30 | Almada 2', 31'                                   | (2–1)      | Dwyer 26', 66'   | Játékvezetők: Christian Blasch (GER), Jason McCracken (NZL) |
| 2004. augusztus 17. 10:30 | MacCormik 9' R. Vila 19' Caldas 20' Camareri 25' | Büntetések |                  | Játékvezetők: Christian Blasch (GER), Jason McCracken (NZL) |

| 2004. augusztus 19. 20:30 | Ausztrália (AUS)                                 | 4–3        | India (IND)                                          | Játékvezetők: Henrik Ehlers (DEN), John Wright (RSA) |
| 2004. augusztus 19. 20:30 | Elder 11' · Dwyer 38' · McCann 49' · Brennan 70' | (1–1)      | Thakur Szonkhla 6' · Adzsit Szingh 50' · Halappa 52' | Játékvezetők: Henrik Ehlers (DEN), John Wright (RSA) |
| 2004. augusztus 19. 20:30 | McCann 27' Eglington 48'                         | Büntetések | D. Pillai 65'                                        | Játékvezetők: Henrik Ehlers (DEN), John Wright (RSA) |

| 2004. augusztus 21. 18:00 | Dél-afrikai Köztársaság (RSA) | 2–3        | Ausztrália (AUS)                         | Játékvezetők: Henrik Ehlers (DEN), Satinder Kumar (IND) |
| 2004. augusztus 21. 18:00 | Nicol 4' · Smith 29'          | (2–2)      | Brooks 17' · Eglington 19' · Brennan 47' | Játékvezetők: Henrik Ehlers (DEN), Satinder Kumar (IND) |
| 2004. augusztus 21. 18:00 | S. Evans 13' I. Evans 30' 40' | Büntetések | Dwyer 24' Wells 54'                      | Játékvezetők: Henrik Ehlers (DEN), Satinder Kumar (IND) |

| 2004. augusztus 23. 20:30 | Ausztrália (AUS)        | 1–2        | Hollandia (NED)  | Játékvezetők: Xavier Adell (ESP), Amarjit Singh (MAS) |
| 2004. augusztus 23. 20:30 | Brooks 28'              | (1–2)      | Taekema 10', 13' | Játékvezetők: Xavier Adell (ESP), Amarjit Singh (MAS) |
| 2004. augusztus 23. 20:30 | Hammond 22' Brennan 26' | Büntetések |                  | Játékvezetők: Xavier Adell (ESP), Amarjit Singh (MAS) |

Elődöntő
| 2004. augusztus 25. 21:00 | Spanyolország (ESP)       | 3–6        | Ausztrália (AUS)                                           | Játékvezetők: John Wright (RSA), Henrik Ehlers (DEN) |
| 2004. augusztus 25. 21:00 | Tubau 8' · Ribas 49', 67' | (1–3)      | Elder 3' · McCann 23', 44' · Wells 27' · Schubert 51', 53' | Játékvezetők: John Wright (RSA), Henrik Ehlers (DEN) |
| 2004. augusztus 25. 21:00 |                           | Büntetések | Hammond 54'                                                | Játékvezetők: John Wright (RSA), Henrik Ehlers (DEN) |

Döntő
| 2004. augusztus 27. 20:30 | Hollandia (NED)       | 1–2 (h. u.) | Ausztrália (AUS)                  | Játékvezetők: Ray O’Connor (IRL), John Wright (RSA) |
| 2004. augusztus 27. 20:30 | R. Brouwer 28'        | (1–0, 1–1)  | Brooks 37' · Dwyer 78' (aranygól) | Játékvezetők: Ray O’Connor (IRL), John Wright (RSA) |
| 2004. augusztus 27. 20:30 | Taekema 34' Jazet 52' | Büntetések  |                                   | Játékvezetők: Ray O’Connor (IRL), John Wright (RSA) |

| Csapat           | Helyezés |
| ---------------- | -------- |
| Ausztrália (AUS) |          |

### Női
| #               | Név                  |         |         |         |         |         |         |         |
| Kapusok         | Kapusok              | Kapusok | Kapusok | Kapusok | Kapusok | Kapusok | Kapusok | Kapusok |
| --------------- | -------------------- | ------- | ------- | ------- | ------- | ------- | ------- | ------- |
| 1               | Toni Cronk           |         |         |         |         |         |         |         |
| 17              | Rachel Imison        |         |         |         |         |         |         |         |
| Mezőnyjátékosok |                      |         |         |         |         |         |         |         |
| 2               | Louise Dobson        |         |         |         |         |         |         |         |
| 3               | Karen Smith          |         |         |         |         |         |         |         |
| 7               | Peta Gallagher       |         |         |         |         |         |         |         |
| 10              | Bianca Netzler       |         |         |         |         |         |         |         |
| 11              | Emily Halliday       |         |         |         |         |         |         |         |
| 14              | Nicole Arrold        |         |         |         |         |         |         |         |
| 20              | Carmel Bakurski      |         |         |         |         |         |         |         |
| 22              | Kate Allen           |         |         |         |         |         |         |         |
| 24              | Angie Skirving       |         |         |         |         |         |         |         |
| 25              | Melanie Twitt        |         |         |         |         |         |         |         |
| 27              | Suzie Faulkner       |         |         |         |         |         |         |         |
| 28              | Julie Towers         |         |         |         |         |         |         |         |
| 31              | Katrina Powell (CSK) |         |         |         |         |         |         |         |
| 32              | Nikki Hudson         |         |         |         |         |         |         |         |
| Tartalékok      |                      |         |         |         |         |         |         |         |
| Vezetőedző      |                      |         |         |         |         |         |         |         |
|                 | David Bell           |         |         |         |         |         |         |         |

#### Eredmények
Csoportkör
B csoport
| Csapat                        | M | Gy | D | V | G+ | G– | Gk | P  |
| ----------------------------- | - | -- | - | - | -- | -- | -- | -- |
| Hollandia (NED)               | 4 | 4  | 0 | 0 | 14 | 5  | +9 | 12 |
| Németország (GER)             | 4 | 2  | 0 | 2 | 6  | 10 | –4 | 6  |
| Dél-Korea (KOR)               | 4 | 1  | 1 | 2 | 9  | 8  | +1 | 4  |
| Ausztrália (AUS)              | 4 | 1  | 1 | 2 | 6  | 5  | +1 | 4  |
| Dél-afrikai Köztársaság (RSA) | 4 | 1  | 0 | 3 | 5  | 12 | –7 | 3  |

| 2004. augusztus 14. 18:00 | Ausztrália (AUS) | 1–2        | Németország (GER)                 | Játékvezetők: Soledad Iparraguirre (ARG), Chieko Akiyama (JPN) |
| 2004. augusztus 14. 18:00 | Towers 58'       | (0–2)      | Ernsting-Krienke 21' · Müller 34' | Játékvezetők: Soledad Iparraguirre (ARG), Chieko Akiyama (JPN) |
| 2004. augusztus 14. 18:00 | Twitt 11'        | Büntetések | Ernsting-Krienke 11'              | Játékvezetők: Soledad Iparraguirre (ARG), Chieko Akiyama (JPN) |

| 2004. augusztus 16. 10:30 | Dél-afrikai Köztársaság (RSA) | 0–3        | Ausztrália (AUS)                          | Játékvezetők: Sarah Garnet (NZL), Ute Conen (GER) |
| 2004. augusztus 16. 10:30 |                               | (0–2)      | Towers 28' · Faulkner 34' · Gallagher 59' | Játékvezetők: Sarah Garnet (NZL), Ute Conen (GER) |
| 2004. augusztus 16. 10:30 | Koornhof 24'                  | Büntetések |                                           | Játékvezetők: Sarah Garnet (NZL), Ute Conen (GER) |

| 2004. augusztus 20. 8:30 | Dél-Korea (KOR)                  | 2–2   | Ausztrália (AUS)       | Játékvezetők: Soledad Iparraguirre (ARG), Marelize de Clerk (RSA) |
| 2004. augusztus 20. 8:30 | Pak Mihjon 31' · Kim Szongun 46' | (1–1) | Dobson 6' · Powell 43' | Játékvezetők: Soledad Iparraguirre (ARG), Marelize de Clerk (RSA) |

| 2004. augusztus 22. 20:00 | Ausztrália (AUS) | 0–1        | Hollandia (NED)                                       | Játékvezetők: Marelize de Clerk (RSA), Gina Spitaleri (ITA) |
| 2004. augusztus 22. 20:00 |                  | (0–0)      | Donners 47'                                           | Játékvezetők: Marelize de Clerk (RSA), Gina Spitaleri (ITA) |
| 2004. augusztus 22. 20:00 | Dobson 66'       | Büntetések | Donners 10' van Kessel 43' Smabers 54' Boomgaardt 64' | Játékvezetők: Marelize de Clerk (RSA), Gina Spitaleri (ITA) |

Az 5–8. helyért
| 2004. augusztus 24. 11:00 | Japán (JPN) | 1–3        | Ausztrália (AUS)                          | Játékvezetők: Sarah Garnet (NZL), Carolina de la Fuente (ARG) |
| 2004. augusztus 24. 11:00 | Komori 15'  | (1–2)      | Gallagher 27' · Faulkner 33' · Powell 37' | Játékvezetők: Sarah Garnet (NZL), Carolina de la Fuente (ARG) |
| 2004. augusztus 24. 11:00 | Szaitó 30'  | Büntetések | Powell 29' Gallagher 44'                  | Játékvezetők: Sarah Garnet (NZL), Carolina de la Fuente (ARG) |

Az 5. helyért
| 2004. augusztus 26. 11:00 | Új-Zéland (NZL)  | 0–3        | Ausztrália (AUS)             | Játékvezetők: Chieko Akiyama (JPN), Gina Spitaleri (ITA) |
| 2004. augusztus 26. 11:00 |                  | (0–1)      | Towers 14' · Powell 42', 67' | Játékvezetők: Chieko Akiyama (JPN), Gina Spitaleri (ITA) |
| 2004. augusztus 26. 11:00 | Roberts-Lang 36' | Büntetések | Twitt 29'                    | Játékvezetők: Chieko Akiyama (JPN), Gina Spitaleri (ITA) |

| Csapat           | Helyezés |
| ---------------- | -------- |
| Ausztrália (AUS) | 5.       |

## Íjászat
Férfi
| Versenyző                                  | Versenyszám | Selejtező | Selejtező | 64-es főtábla                         | 32-es főtábla                             | Nyolcaddöntő                                                                       | Negyeddöntő                                                                    | Elődöntő                                        | Döntő                                               | Helyezés |
| Versenyző                                  | Versenyszám | Pont      | Kiemelt   | Ellenfél Eredmény                     | Ellenfél Eredmény                         | Ellenfél Eredmény                                                                  | Ellenfél Eredmény                                                              | Ellenfél Eredmény                               | Ellenfél Eredmény                                   | Helyezés |
| ------------------------------------------ | ----------- | --------- | --------- | ------------------------------------- | ----------------------------------------- | ---------------------------------------------------------------------------------- | ------------------------------------------------------------------------------ | ----------------------------------------------- | --------------------------------------------------- | -------- |
| David Barnes                               | Egyéni      | 641       | 39.       | Jonas Andersson (SWE) (26.) · 151-160 | kiesett                                   | kiesett                                                                            | kiesett                                                                        | kiesett                                         | kiesett                                             | 36.      |
| Tim Cuddihy                                | Egyéni      | 663       | 12.       | Thomas Naglieri (FRA) (53.) · 148-127 | Michael Frankenberg (GER) (21.) · 164-163 | Csang Jongho (KOR) (5.) · 166-165                                                  | Pak Kjongmo (KOR) (4.) · 112-111                                               | Jamamoto Hirosi (JPN) (9.) · 115 (+9)-115 (+10) | Bronzmérkőzés · Larry Godfrey (GBR) (31.) · 113-112 |          |
| Simon Fairweather                          | Egyéni      | 658       | 20.       | Anton Prilepov (BLR) (45.) · 137-141  | kiesett                                   | kiesett                                                                            | kiesett                                                                        | kiesett                                         | kiesett                                             | 50.      |
| David Barnes Tim Cuddihy Simon Fairweather | Csapat      | 1962      | 7.        |                                       |                                           | India (IND) · Szatjadev Praszad · Tarundíp Rái · Madzshi Szavaijan (10.) · 248-236 | Tajvan (TPE) · Chen Szu-Yuan · Liu Ming-Huang · Wang Cheng-Pang (2.) · 247-250 | kiesett                                         | kiesett                                             | 6.       |

Női
| Versenyző                                        | Versenyszám | Selejtező | Selejtező | 64-es főtábla                                  | 32-es főtábla                          | Nyolcaddöntő                                                        | Negyeddöntő       | Elődöntő          | Döntő             | Helyezés |
| Versenyző                                        | Versenyszám | Pont      | Kiemelt   | Ellenfél Eredmény                              | Ellenfél Eredmény                      | Ellenfél Eredmény                                                   | Ellenfél Eredmény | Ellenfél Eredmény | Ellenfél Eredmény | Helyezés |
| ------------------------------------------------ | ----------- | --------- | --------- | ---------------------------------------------- | -------------------------------------- | ------------------------------------------------------------------- | ----------------- | ----------------- | ----------------- | -------- |
| Deonne Bridger                                   | Egyéni      | 620       | 39.       | Viktorija Beloszljudceva (KAZ) (26.) · 145-150 | kiesett                                | kiesett                                                             | kiesett           | kiesett           | kiesett           | 41.      |
| Jo-Ann Galbraith                                 | Egyéni      | 596       | 57.       | Evangelía Pszára (GRE) (8.) · 116-138          | kiesett                                | kiesett                                                             | kiesett           | kiesett           | kiesett           | 62.      |
| Melissa Jennison                                 | Egyéni      | 628       | 29.       | Stephanie Arnold (USA) (36.) · 132-121         | Ho Jing (CHN) (4.) · 158 (+8)-158 (+9) | kiesett                                                             | kiesett           | kiesett           | kiesett           | 19.      |
| Deonne Bridger Jo-Ann Galbraith Melissa Jennison | Csapat      | 1844      | 15.       |                                                |                                        | Kína (CHN) · Ho Jing · Csang Csüan-csüan · Lin Szang (2.) · 233-248 | kiesett           | kiesett           | kiesett           | 11.      |

## Kajak-kenu

### Síkvízi
Férfi
| Versenyző                      | Versenyszám         | Előfutam | Előfutam | Előfutam | Elődöntő | Elődöntő | Elődöntő | Döntő    | Döntő    |
| Versenyző                      | Versenyszám         | Idő      | Hely.    | Össz.    | Idő      | Hely.    | Össz.    | Idő      | Helyezés |
| ------------------------------ | ------------------- | -------- | -------- | -------- | -------- | -------- | -------- | -------- | -------- |
| Nathan Baggaley                | Kajak egyes 500 m   | 1:37,997 | 2.       | 5.       | 1:39,031 | 2.       | 5.       | 1:38,467 |          |
| Nathan Baggaley                | Kajak egyes 1000 m  | 3:29,414 | 2.       | 8.       | 3:28,417 | 1.       | 2.       | 3:28,310 | 4.       |
| Clint Robinson Nathan Baggaley | Kajak kettes 500 m  | 1:30,869 | 4.       | 8.       | 1:30,710 | 2.       | 3.       | 1:27,920 |          |
| Daniel Collins David Rhodes    | Kajak kettes 1000 m | 3:11,272 | 3.D      | 5.       |          |          |          | 3:19,956 | 4.       |
| Martin Marinov                 | Kenu egyes 500 m    | 1:49,698 | 2.       | 5.       | 1:51,219 | 4.       | 6.       | kiesett  | kiesett  |

Női
| Versenyző                                             | Versenyszám        | Előfutam | Előfutam | Előfutam | Elődöntő | Elődöntő | Elődöntő | Döntő    | Döntő    |
| Versenyző                                             | Versenyszám        | Idő      | Hely.    | Össz.    | Idő      | Hely.    | Össz.    | Idő      | Helyezés |
| ----------------------------------------------------- | ------------------ | -------- | -------- | -------- | -------- | -------- | -------- | -------- | -------- |
| Amanda Rankin                                         | Kajak egyes 500 m  | 1:56,678 | 7.       | 15.      | 1:56,198 | 8.       | 10.      | kiesett  | kiesett  |
| Paula Harvey Susan Tegg                               | Kajak kettes 500 m | 1:46,319 | 7.       | 14.      | 1:51,402 | 9.       | 9.       | kiesett  | kiesett  |
| Chantal Meek Amanda Rankin Kate Barclay Lisa Oldenhof | Kajak négyes 500 m | 1:35,078 | 4.       | 7.       | 1:33,977 | 1.       | 1.       | 1:38,116 | 6.       |

### Szlalom
Férfi
| Versenyző                     | Versenyszám | Selejtező | Selejtező | Selejtező | Selejtező | Selejtező  | Selejtező  | Elődöntő | Elődöntő | Döntő   | Döntő   | Összesítés | Összesítés |
| Versenyző                     | Versenyszám | 1. futam  | 1. futam  | 2. futam  | 2. futam  | Összesítés | Összesítés | Elődöntő | Elődöntő | Döntő   | Döntő   | Összesítés | Összesítés |
| Versenyző                     | Versenyszám | Pont      | Hely.     | Pont      | Hely.     | Pont       | Hely.      | Pont     | Hely.    | Pont    | Hely.   | Pont       | Helyezés   |
| ----------------------------- | ----------- | --------- | --------- | --------- | --------- | ---------- | ---------- | -------- | -------- | ------- | ------- | ---------- | ---------- |
| Warwick Draper                | Kajak egyes | 99,69     | 16.       | 101,41    | 20.       | 201,10     | 18.        | 97,03    | 10.      | 100,40  | 7.      | 197,43     | 9.         |
| Robin Bell                    | Kenu egyes  | 100,11    | 4.        | 112,57    | 13.       | 212,68     | 12.        | 97,48    | 4.       | 95,35   | 2.      | 192,83     | 4.         |
| Mark Bellofiore Lachlan Milne | Kenu kettes | 114,07    | 8.        | 164,29    | 12.       | 278,36     | 12.        | kiesett  | kiesett  | kiesett | kiesett | kiesett    | kiesett    |

Női
| Versenyző     | Versenyszám | Selejtező | Selejtező | Selejtező | Selejtező | Selejtező  | Selejtező  | Elődöntő | Elődöntő | Döntő  | Döntő | Összesítés | Összesítés |
| Versenyző     | Versenyszám | 1. futam  | 1. futam  | 2. futam  | 2. futam  | Összesítés | Összesítés | Elődöntő | Elődöntő | Döntő  | Döntő | Összesítés | Összesítés |
| Versenyző     | Versenyszám | Pont      | Hely.     | Pont      | Hely.     | Pont       | Hely.      | Pont     | Hely.    | Pont   | Hely. | Pont       | Helyezés   |
| ------------- | ----------- | --------- | --------- | --------- | --------- | ---------- | ---------- | -------- | -------- | ------ | ----- | ---------- | ---------- |
| Louise Natoli | Kajak egyes | 115,83    | 8.        | 111,38    | 7.*       | 227,21     | 8.         | 113,72   | 10.      | 113,72 | 6.    | 227,44     | 7.         |

* - egy másik versenyzővel azonos eredményt ért el

## Kerékpározás

### Hegyi-kerékpározás
| Versenyző       | Versenyszám        | Idő              | Helyezés |
| --------------- | ------------------ | ---------------- | -------- |
| Joshua Fleming  | Férfi terepverseny | 2:29:54 (+14:52) | 31.      |
| Sidney Taberlay | Férfi terepverseny | 2:26:16 (+11:14) | 23.      |
| Lisa Mathison   | Női terepverseny   | 2:07:01 (+10:10) | 10.      |

### Országúti kerékpározás
Férfi
| Versenyző      | Versenyszám   | Idő                 | Helyezés      |
| -------------- | ------------- | ------------------- | ------------- |
| Baden Cooke    | Mezőnyverseny | nem ért célba       | nem ért célba |
| Stuart O’Grady | Mezőnyverseny | 5:41:56 (+0:12)     | 33.           |
| Robbie McEwen  | Mezőnyverseny | 5:41:56 (+0:12)     | 11.           |
| Matthew White  | Mezőnyverseny | nem ért célba       | nem ért célba |
| Michael Rogers | Mezőnyverseny | 5:41:56 (+0:12)     | 18.           |
| Michael Rogers | Időfutam      | 58:01,67 (+0:29,93) | [ 1 ]         |

Női
| Versenyző     | Versenyszám   | Idő                 | Helyezés |
| ------------- | ------------- | ------------------- | -------- |
| Sara Carrigan | Mezőnyverseny | 3:24:24             |          |
| Olivia Gollan | Mezőnyverseny | 3:25:42 (+1:18)     | 12.      |
| Oenone Wood   | Mezőnyverseny | 3:25:03 (+0:39)     | 4.       |
| Oenone Wood   | Időfutam      | 32:16,00 (+1:04,47) | 6.       |

### Pálya-kerékpározás
Sprintversenyek
| Versenyző                          | Versenyszám         | Selejtező | Selejtező | 1. forduló                                                                      | Vigaszág               | Vigaszág | 2. forduló                      | Vigaszág                                    | Vigaszág | 9–12. helyért                                                        | 9–12. helyért | Negyeddöntő                          | 5–8. helyért           | 5–8. helyért | Elődöntő                                        | Döntő                                                                                            | Helyezés |
| Versenyző                          | Versenyszám         | Idő       | Hely.     | Ellenfél Győztes idő                                                            | Ellenfelek Győztes idő | Hely.    | Ellenfél Győztes idő            | Ellenfelek Győztes idő                      | Hely.    | Ellenfelek Győztes idő                                               | Hely.         | Ellenfél Győztes idő                 | Ellenfelek Győztes idő | Hely.        | Ellenfél Győztes idő                            | Ellenfél Győztes idő                                                                             | Helyezés |
| ---------------------------------- | ------------------- | --------- | --------- | ------------------------------------------------------------------------------- | ---------------------- | -------- | ------------------------------- | ------------------------------------------- | -------- | -------------------------------------------------------------------- | ------------- | ------------------------------------ | ---------------------- | ------------ | ----------------------------------------------- | ------------------------------------------------------------------------------------------------ | -------- |
| Ryan Bayley                        | Férfi egyéni sprint | 10,177    | 1.        | Stefan Nimke (GER) · 10,510                                                     |                        |          | Josiah Ng (MAS) · 10,520        |                                             |          |                                                                      |               | Barry Forde (BAR) · 10,733, 10,807   |                        |              | Laurent Gané (FRA) · 10,546, 10,638             | Theo Bos (NED) · 10,710, 10,661, 10,743                                                          |          |
| Sean Eadie                         | Férfi egyéni sprint | 10,454    | 9.        | Łukasz Kwiatkowski (POL) · 11,025                                               |                        |          | Mickaël Bourgain (FRA) · 10,936 | Ross Edgar (GBR) · Josiah Ng (MAS) · 10,906 | 3.       | José Villanueva (ESP) · Teun Mulder (NED) · Josiah Ng (MAS) · 11,063 | 4.            |                                      |                        |              |                                                 |                                                                                                  | 12.      |
| Anna Meares                        | Női egyéni sprint   | 11,291    | 1.        | Evgenija Radanova (BUL) · 11,927                                                |                        |          |                                 |                                             |          |                                                                      |               | Katrin Meinke (GER) · 11,916, 12,048 |                        |              | Lori-Ann Muenzer (CAN) · 11,802, 12,101, 12,185 | Bronzmérkőzés · Szvetlana Grankovszkaja (RUS) · 12,042, 11,822                                   |          |
| Ryan Bayley Sean Eadie Shane Kelly | Férfi csapatsprint  | 44,512    | 5.        | Spanyolország (ESP) · José Escuredo · Salvador Meliá · José Villanueva · 44,320 |                        |          |                                 |                                             |          |                                                                      |               |                                      |                        |              |                                                 | Bronzmérkőzés · Franciaország (FRA) · Mickael Bourgain · Laurent Gané · Arnaud Tournant · 44,359 | 4.       |

Üldözőversenyek
| Versenyző                                                                            | Versenyszám                | Selejtező | Selejtező | Elődöntő | Elődöntő  | Elődöntő | Döntő                                                                                          | Döntő     | Döntő    |
| Versenyző                                                                            | Versenyszám                | Idő       | Hely.     | Ellenfél Idő                                                                                                  | Saját idő | Hely.    | Ellenfél Idő                                                                                   | Saját idő | Helyezés |
| ------------------------------------------------------------------------------------ | -------------------------- | --------- | --------- | --- | --------- | -------- | ---------------------------------------------------------------------------------------------- | --------- | -------- |
| Brad McGee                                                                           | Férfi egyéni üldözőverseny | 4:17,510  | 3.        | Robert Bartko (GER) · 4:26,184                                                                                | 4:17,978  | 1.       | Bradley Wiggins (GBR) · 4:16,304                                                               | 4:20,436  |          |
| Luke Roberts                                                                         | Férfi egyéni üldözőverseny | 4:19,353  | 7.        | Sergi Escobar (ESP) · 4:20,336                                                                                | 4:19,581  | 8.       | kiesett                                                                                        | kiesett   | kiesett  |
| Katherine Bates                                                                      | Női egyéni üldözőverseny   | 3:31,236  | 4.        | Jelena Csaljh (RUS) · 3:36,442                                                                                | 3:34,743  | 1.       | Bronzmérkőzés · Leontien Zijlaard-van Moorsel (NED) · 3:27,037                                 | 3:31,715  | 4.       |
| Katie Mactier                                                                        | Női egyéni üldözőverseny   | 3:29,945  | 2.        | Emma Davies (GBR) · nem ért célba                                                                             | 3:28,095  | 1.       | Sarah Ulmer (NZL) · 3:24,537                                                                   | 3:27,650  |          |
| Graeme Brown Brett Lancaster Brad McGee Luke Roberts Peter Dawson Stephen Wooldridge | Férfi csapat üldözőverseny | 4:00,613  | 1.        | Litvánia (LTU) · Linas Balčiūnas · Ignatas Konovalovas · Tomas Vaitkus · Raimondas Vilčinskas · nem ért célba | 3:56,610  | 1.       | Nagy-Britannia (GBR) · Steve Cummings · Rob Hayles · Paul Manning · Bradley Wiggins · 4:01,760 | 3:58,233  |          |

Időfutam
| Név         | Versenyszám           | Idő      | Helyezés |
| ----------- | --------------------- | -------- | -------- |
| Shane Kelly | Férfi egyéni időfutam | 1:01,224 | 4.       |
| Anna Meares | Női egyéni időfutam   | 33,952   |          |

Keirin
| Versenyző   | Versenyszám  | 1. forduló | Vigaszág | 2. forduló | Döntő    | Helyezés |
| Versenyző   | Versenyszám  | Helyezés   | Helyezés | Helyezés   | Helyezés | Helyezés |
| ----------- | ------------ | ---------- | -------- | ---------- | -------- | -------- |
| Ryan Bayley | Férfi keirin | 1.         |          | 1.         | 1.       |          |
| Shane Kelly | Férfi keirin | 1.         |          | 1.         | 3.       |          |

Pontversenyek
| Versenyző                   | Versenyszám       | Pont | Helyezés |
| --------------------------- | ----------------- | ---- | -------- |
| Mark Renshaw                | Férfi pontverseny | 60   | 6.       |
| Katherine Bates             | Női pontverseny   | 7    | 8.       |
| Graeme Brown Stuart O’Grady | Férfi madison     | 22   |          |

## Kosárlabda

### Férfi

#### Eredmények
Csoportkör
B csoport
| Csapat                 | M | Gy | V | P+  | P–  | Pk   | P  |
| ---------------------- | - | -- | - | --- | --- | ---- | -- |
| Litvánia (LTU)         | 5 | 5  | 0 | 468 | 414 | +54  | 10 |
| Görögország (GRE)      | 5 | 3  | 2 | 389 | 343 | +46  | 8  |
| Puerto Rico (PUR)      | 5 | 3  | 2 | 410 | 411 | –1   | 8  |
| Egyesült Államok (USA) | 5 | 3  | 2 | 418 | 389 | +29  | 8  |
| Ausztrália (AUS)       | 5 | 1  | 4 | 383 | 411 | –28  | 6  |
| Angola (ANG)           | 5 | 0  | 5 | 321 | 421 | –100 | 5  |

| 2004. augusztus 15. 22:15 | Görögország (GRE)                       | 76–54     | Ausztrália (AUS) | Helliniko Indoor Arena, Athén Nézőszám: 11 500 Játékvezetők: Pablo Estevez (ARG), José Ronfini (MEX) |
| 2004. augusztus 15. 22:15 | (23–18, 12–15, 24–18, 17–3) Jegyzőkönyv |           |                  | Helliniko Indoor Arena, Athén Nézőszám: 11 500 Játékvezetők: Pablo Estevez (ARG), José Ronfini (MEX) |
| 2004. augusztus 15. 22:15 | Papadópulosz 21                         | Pont      | Heal, Maher 12   | Helliniko Indoor Arena, Athén Nézőszám: 11 500 Játékvezetők: Pablo Estevez (ARG), José Ronfini (MEX) |
| 2004. augusztus 15. 22:15 | Papadópulosz 9                          | Lepattanó | Nielsen 6        | Helliniko Indoor Arena, Athén Nézőszám: 11 500 Játékvezetők: Pablo Estevez (ARG), José Ronfini (MEX) |
| 2004. augusztus 15. 22:15 | Papalukász 4                            | Gólpassz  | Andersen, Heal 1 | Helliniko Indoor Arena, Athén Nézőszám: 11 500 Játékvezetők: Pablo Estevez (ARG), José Ronfini (MEX) |

| 2004. augusztus 17. 11:15 | Ausztrália (AUS)                         | 83–59     | Angola (ANG)   | Helliniko Indoor Arena, Athén Nézőszám: 2400 Játékvezetők: Renato Santos (BRA), Vladimir Okhrimenko (RUS) |
| 2004. augusztus 17. 11:15 | (21–13, 24–16, 27–15, 11–15) Jegyzőkönyv |           |                | Helliniko Indoor Arena, Athén Nézőszám: 2400 Játékvezetők: Renato Santos (BRA), Vladimir Okhrimenko (RUS) |
| 2004. augusztus 17. 11:15 | Heal 18                                  | Pont      | Monteiro 18    | Helliniko Indoor Arena, Athén Nézőszám: 2400 Játékvezetők: Renato Santos (BRA), Vladimir Okhrimenko (RUS) |
| 2004. augusztus 17. 11:15 | Bogut 11                                 | Lepattanó | Gomes 9        | Helliniko Indoor Arena, Athén Nézőszám: 2400 Játékvezetők: Renato Santos (BRA), Vladimir Okhrimenko (RUS) |
| 2004. augusztus 17. 11:15 | Smith 3                                  | Gólpassz  | négy játékos 1 | Helliniko Indoor Arena, Athén Nézőszám: 2400 Játékvezetők: Renato Santos (BRA), Vladimir Okhrimenko (RUS) |

| 2004. augusztus 19. 14:30 | Egyesült Államok (USA)                   | 89–79     | Ausztrália (AUS)  | Helliniko Indoor Arena, Athén Nézőszám: 12 000 Játékvezetők: José Ronfini (MEX), Giampaolo Cicoria (ITA) |
| 2004. augusztus 19. 14:30 | (21–31, 26–20, 18–16, 24–12) Jegyzőkönyv |           |                   | Helliniko Indoor Arena, Athén Nézőszám: 12 000 Játékvezetők: José Ronfini (MEX), Giampaolo Cicoria (ITA) |
| 2004. augusztus 19. 14:30 | Duncan 18                                | Pont      | Heal 17           | Helliniko Indoor Arena, Athén Nézőszám: 12 000 Játékvezetők: José Ronfini (MEX), Giampaolo Cicoria (ITA) |
| 2004. augusztus 19. 14:30 | Duncan 11                                | Lepattanó | Andersen, Bogut 8 | Helliniko Indoor Arena, Athén Nézőszám: 12 000 Játékvezetők: José Ronfini (MEX), Giampaolo Cicoria (ITA) |
| 2004. augusztus 19. 14:30 | James, Marbury 5                         | Gólpassz  | Heal 7            | Helliniko Indoor Arena, Athén Nézőszám: 12 000 Játékvezetők: José Ronfini (MEX), Giampaolo Cicoria (ITA) |

| 2004. augusztus 21. 9:00 | Ausztrália (AUS)                         | 82–87     | Puerto Rico (PUR) | Helliniko Indoor Arena, Athén Nézőszám: 6500 Játékvezetők: Vicente Bulto (ESP), Pablo Estevez (ARG) |
| 2004. augusztus 21. 9:00 | (23–13, 28–28, 17–24, 14–22) Jegyzőkönyv |           |                   | Helliniko Indoor Arena, Athén Nézőszám: 6500 Játékvezetők: Vicente Bulto (ESP), Pablo Estevez (ARG) |
| 2004. augusztus 21. 9:00 | Nielsen 20                               | Pont      | Santiago 20       | Helliniko Indoor Arena, Athén Nézőszám: 6500 Játékvezetők: Vicente Bulto (ESP), Pablo Estevez (ARG) |
| 2004. augusztus 21. 9:00 | Bogut 11                                 | Lepattanó | Ortíz 6           | Helliniko Indoor Arena, Athén Nézőszám: 6500 Játékvezetők: Vicente Bulto (ESP), Pablo Estevez (ARG) |
| 2004. augusztus 21. 9:00 | Heal 6                                   | Gólpassz  | Arroyo 7          | Helliniko Indoor Arena, Athén Nézőszám: 6500 Játékvezetők: Vicente Bulto (ESP), Pablo Estevez (ARG) |

| 2004. augusztus 23. 11:15 | Litvánia (LTU)                          | 100–85    | Ausztrália (AUS)  | Helliniko Indoor Arena, Athén Nézőszám: 7650 Játékvezetők: Vicente Bulto (ESP), Alejandro Chiti (ARG) |
| 2004. augusztus 23. 11:15 | (20–19, 32–9, 23–38, 25–19) Jegyzőkönyv |           |                   | Helliniko Indoor Arena, Athén Nézőszám: 7650 Játékvezetők: Vicente Bulto (ESP), Alejandro Chiti (ARG) |
| 2004. augusztus 23. 11:15 | Javtokas 23                             | Pont      | Bogut, Saville 21 | Helliniko Indoor Arena, Athén Nézőszám: 7650 Játékvezetők: Vicente Bulto (ESP), Alejandro Chiti (ARG) |
| 2004. augusztus 23. 11:15 | Javtokas 9                              | Lepattanó | Bogut 9           | Helliniko Indoor Arena, Athén Nézőszám: 7650 Játékvezetők: Vicente Bulto (ESP), Alejandro Chiti (ARG) |
| 2004. augusztus 23. 11:15 | Jasikevičius 4                          | Gólpassz  | Heal 3            | Helliniko Indoor Arena, Athén Nézőszám: 7650 Játékvezetők: Vicente Bulto (ESP), Alejandro Chiti (ARG) |

A 9. helyért
| 2004. augusztus 24. 16:45 | Új-Zéland (NZL)                          | 80–98     | Ausztrália (AUS)       | Helliniko Indoor Arena, Athén Nézőszám: 4250 Játékvezetők: Zoran Sutulovic (SCG), Vlagyimir Ohrimenko (RUS) |
| 2004. augusztus 24. 16:45 | (15–28, 19–20, 18–26, 38–24) Jegyzőkönyv |           |                        | Helliniko Indoor Arena, Athén Nézőszám: 4250 Játékvezetők: Zoran Sutulovic (SCG), Vlagyimir Ohrimenko (RUS) |
| 2004. augusztus 24. 16:45 | Jones 26                                 | Pont      | Heal 30                | Helliniko Indoor Arena, Athén Nézőszám: 4250 Játékvezetők: Zoran Sutulovic (SCG), Vlagyimir Ohrimenko (RUS) |
| 2004. augusztus 24. 16:45 | Marks 6                                  | Lepattanó | Bogut 10               | Helliniko Indoor Arena, Athén Nézőszám: 4250 Játékvezetők: Zoran Sutulovic (SCG), Vlagyimir Ohrimenko (RUS) |
| 2004. augusztus 24. 16:45 | Jones 4                                  | Gólpassz  | Bogut, Heal, Saville 3 | Helliniko Indoor Arena, Athén Nézőszám: 4250 Játékvezetők: Zoran Sutulovic (SCG), Vlagyimir Ohrimenko (RUS) |

| Csapat           | Helyezés |
| ---------------- | -------- |
| Ausztrália (AUS) | 9.       |

### Női

#### Eredmények
Csoportkör
A csoport
| Csapat            | M | Gy | V | P+  | P–  | Pk   | P  |
| ----------------- | - | -- | - | --- | --- | ---- | -- |
| Ausztrália (AUS)  | 5 | 5  | 0 | 418 | 313 | +105 | 10 |
| Oroszország (RUS) | 5 | 4  | 1 | 389 | 333 | +56  | 9  |
| Brazília (BRA)    | 5 | 3  | 2 | 430 | 361 | +69  | 8  |
| Görögország (GRE) | 5 | 2  | 3 | 353 | 392 | –39  | 7  |
| Japán (JPN)       | 5 | 1  | 4 | 381 | 485 | –104 | 6  |
| Nigéria (NGR)     | 5 | 0  | 5 | 335 | 422 | –87  | 5  |

| 2004. augusztus 14. 9:00 | Ausztrália (AUS)                         | 85–73     | Nigéria (NGR)     | Helliniko Indoor Arena, Athén Nézőszám: 302 Játékvezetők: Leemann Philippe (SUI), Kim Ja Ok (KOR) |
| 2004. augusztus 14. 9:00 | (20–18, 26–14, 16–12, 23–29) Jegyzőkönyv |           |                   | Helliniko Indoor Arena, Athén Nézőszám: 302 Játékvezetők: Leemann Philippe (SUI), Kim Ja Ok (KOR) |
| 2004. augusztus 14. 9:00 | Jackson 27                               | Pont      | Udoka 26          | Helliniko Indoor Arena, Athén Nézőszám: 302 Játékvezetők: Leemann Philippe (SUI), Kim Ja Ok (KOR) |
| 2004. augusztus 14. 9:00 | Batkovic 7                               | Lepattanó | Amachree, Sadiq 8 | Helliniko Indoor Arena, Athén Nézőszám: 302 Játékvezetők: Leemann Philippe (SUI), Kim Ja Ok (KOR) |
| 2004. augusztus 14. 9:00 | Fallon, Harrower 4                       | Gólpassz  | Umoh 2            | Helliniko Indoor Arena, Athén Nézőszám: 302 Játékvezetők: Leemann Philippe (SUI), Kim Ja Ok (KOR) |

| 2004. augusztus 16. 22:15 | Oroszország (RUS)                       | 56–75     | Ausztrália (AUS)   | Olympic Indoor Hall, Athén Nézőszám: 2430 Játékvezetők: Reynaldo Mercedes Sanchez (DOM), Nancy Ethier (CAN) |
| 2004. augusztus 16. 22:15 | (12–21, 21–15, 15–16, 8–23) Jegyzőkönyv |           |                    | Olympic Indoor Hall, Athén Nézőszám: 2430 Játékvezetők: Reynaldo Mercedes Sanchez (DOM), Nancy Ethier (CAN) |
| 2004. augusztus 16. 22:15 | Korsztyin 12                            | Pont      | Taylor 26          | Olympic Indoor Hall, Athén Nézőszám: 2430 Játékvezetők: Reynaldo Mercedes Sanchez (DOM), Nancy Ethier (CAN) |
| 2004. augusztus 16. 22:15 | Korsztyin 9                             | Lepattanó | Taylor, Jackson 10 | Olympic Indoor Hall, Athén Nézőszám: 2430 Játékvezetők: Reynaldo Mercedes Sanchez (DOM), Nancy Ethier (CAN) |
| 2004. augusztus 16. 22:15 | Oszipova, Rahmatulina 3                 | Gólpassz  | Harrower 4         | Olympic Indoor Hall, Athén Nézőszám: 2430 Játékvezetők: Reynaldo Mercedes Sanchez (DOM), Nancy Ethier (CAN) |

| 2004. augusztus 18. 11:15 | Japán (JPN)                              | 78–97     | Ausztrália (AUS) | Helliniko Indoor Arena, Athén Nézőszám: 500 Játékvezetők: Alejandro Chiti (ARG), Song Yanping (CHN) |
| 2004. augusztus 18. 11:15 | (20–26, 15–30, 10–26, 33–15) Jegyzőkönyv |           |                  | Helliniko Indoor Arena, Athén Nézőszám: 500 Játékvezetők: Alejandro Chiti (ARG), Song Yanping (CHN) |
| 2004. augusztus 18. 11:15 | Oga 21                                   | Pont      | Jackson 31       | Helliniko Indoor Arena, Athén Nézőszám: 500 Játékvezetők: Alejandro Chiti (ARG), Song Yanping (CHN) |
| 2004. augusztus 18. 11:15 | Jano 4                                   | Lepattanó | Jackson 9        | Helliniko Indoor Arena, Athén Nézőszám: 500 Játékvezetők: Alejandro Chiti (ARG), Song Yanping (CHN) |
| 2004. augusztus 18. 11:15 | Kavabata, Tacsikava 2                    | Gólpassz  | Tranquilli 5     | Helliniko Indoor Arena, Athén Nézőszám: 500 Játékvezetők: Alejandro Chiti (ARG), Song Yanping (CHN) |

| 2004. augusztus 20. 20:00 | Ausztrália (AUS)                       | 77–40     | Görögország (GRE) | Helliniko Indoor Arena, Athén Nézőszám: 4000 Játékvezetők: Virginijus Jonas Dovidavicius (LTU), Giampaolo Cicoria (ITA) |
| 2004. augusztus 20. 20:00 | (18–13, 21–8, 20–9, 18–10) Jegyzőkönyv |           |                   | Helliniko Indoor Arena, Athén Nézőszám: 4000 Játékvezetők: Virginijus Jonas Dovidavicius (LTU), Giampaolo Cicoria (ITA) |
| 2004. augusztus 20. 20:00 | Jackson 20                             | Pont      | Máltszi 9         | Helliniko Indoor Arena, Athén Nézőszám: 4000 Játékvezetők: Virginijus Jonas Dovidavicius (LTU), Giampaolo Cicoria (ITA) |
| 2004. augusztus 20. 20:00 | Jackson 12                             | Lepattanó | Máltszi 10        | Helliniko Indoor Arena, Athén Nézőszám: 4000 Játékvezetők: Virginijus Jonas Dovidavicius (LTU), Giampaolo Cicoria (ITA) |
| 2004. augusztus 20. 20:00 | Batkovic 2                             | Gólpassz  | Szaréngu 3        | Helliniko Indoor Arena, Athén Nézőszám: 4000 Játékvezetők: Virginijus Jonas Dovidavicius (LTU), Giampaolo Cicoria (ITA) |

| 2004. augusztus 22. 14:30 | Brazília (BRA)                           | 66–84     | Ausztrália (AUS)    | Helliniko Indoor Arena, Athén Nézőszám: 3450 Játékvezetők: Sean Corbin (USA), Giampaolo Cicoria (ITA) |
| 2004. augusztus 22. 14:30 | (21–20, 14–20, 18–22, 13–22) Jegyzőkönyv |           |                     | Helliniko Indoor Arena, Athén Nézőszám: 3450 Játékvezetők: Sean Corbin (USA), Giampaolo Cicoria (ITA) |
| 2004. augusztus 22. 14:30 | Cristina Luz 16                          | Pont      | Jackson 24          | Helliniko Indoor Arena, Athén Nézőszám: 3450 Játékvezetők: Sean Corbin (USA), Giampaolo Cicoria (ITA) |
| 2004. augusztus 22. 14:30 | Oliveira 11                              | Lepattanó | Batkovic, Jackson 7 | Helliniko Indoor Arena, Athén Nézőszám: 3450 Játékvezetők: Sean Corbin (USA), Giampaolo Cicoria (ITA) |
| 2004. augusztus 22. 14:30 | Marques, Arcain 3                        | Gólpassz  | Fallon, Snell 3     | Helliniko Indoor Arena, Athén Nézőszám: 3450 Játékvezetők: Sean Corbin (USA), Giampaolo Cicoria (ITA) |

Negyeddöntő
| 2004. augusztus 25. 22:15 | Ausztrália (AUS)                         | 94–55     | Új-Zéland (NZL) | Olympic Indoor Hall, Athén Nézőszám: 8100 Játékvezetők: Ma Li Jun (CHN), Tatiana Steigerwald (BRA) |
| 2004. augusztus 25. 22:15 | (26–13, 19–18, 26–13, 23–11) Jegyzőkönyv |           |                 | Olympic Indoor Hall, Athén Nézőszám: 8100 Játékvezetők: Ma Li Jun (CHN), Tatiana Steigerwald (BRA) |
| 2004. augusztus 25. 22:15 | Jackson 28                               | Pont      | G. Farmer 11    | Olympic Indoor Hall, Athén Nézőszám: 8100 Játékvezetők: Ma Li Jun (CHN), Tatiana Steigerwald (BRA) |
| 2004. augusztus 25. 22:15 | Snell 10                                 | Lepattanó | Loffhagen 11    | Olympic Indoor Hall, Athén Nézőszám: 8100 Játékvezetők: Ma Li Jun (CHN), Tatiana Steigerwald (BRA) |
| 2004. augusztus 25. 22:15 | Taylor 4                                 | Gólpassz  | négy játékos 2  | Olympic Indoor Hall, Athén Nézőszám: 8100 Játékvezetők: Ma Li Jun (CHN), Tatiana Steigerwald (BRA) |

Elődöntő
| 2004. augusztus 27. 16:45 | Brazília (BRA)                           | 75–88     | Ausztrália (AUS) | Olympic Indoor Hall, Athén Nézőszám: 4150 Játékvezetők: Jorge Vazquez (PUR), Virginijus Jonas Dovidavicius (LTU) |
| 2004. augusztus 27. 16:45 | (21–21, 15–21, 20–21, 19–25) Jegyzőkönyv |           |                  | Olympic Indoor Hall, Athén Nézőszám: 4150 Játékvezetők: Jorge Vazquez (PUR), Virginijus Jonas Dovidavicius (LTU) |
| 2004. augusztus 27. 16:45 | Marques 25                               | Pont      | Jackson 26       | Olympic Indoor Hall, Athén Nézőszám: 4150 Játékvezetők: Jorge Vazquez (PUR), Virginijus Jonas Dovidavicius (LTU) |
| 2004. augusztus 27. 16:45 | Oliveira 8                               | Lepattanó | Jackson 13       | Olympic Indoor Hall, Athén Nézőszám: 4150 Játékvezetők: Jorge Vazquez (PUR), Virginijus Jonas Dovidavicius (LTU) |
| 2004. augusztus 27. 16:45 | Cristina Luz 2                           | Gólpassz  | Harrower 4       | Olympic Indoor Hall, Athén Nézőszám: 4150 Játékvezetők: Jorge Vazquez (PUR), Virginijus Jonas Dovidavicius (LTU) |

Döntő
| 2004. augusztus 28. 16:15 | Egyesült Államok (USA)                   | 74–63     | Ausztrália (AUS)  | Olympic Indoor Hall, Athén Nézőszám: 10 120 Játékvezetők: Chantal Julien (FRA), Jose Jeremias Reyes Ronfini (MEX) |
| 2004. augusztus 28. 16:15 | (17–14, 12–12, 23–24, 22–13) Jegyzőkönyv |           |                   | Olympic Indoor Hall, Athén Nézőszám: 10 120 Játékvezetők: Chantal Julien (FRA), Jose Jeremias Reyes Ronfini (MEX) |
| 2004. augusztus 28. 16:15 | Thompson 18                              | Pont      | Taylor 16         | Olympic Indoor Hall, Athén Nézőszám: 10 120 Játékvezetők: Chantal Julien (FRA), Jose Jeremias Reyes Ronfini (MEX) |
| 2004. augusztus 28. 16:15 | Leslie 8                                 | Lepattanó | Jackson 14        | Olympic Indoor Hall, Athén Nézőszám: 10 120 Játékvezetők: Chantal Julien (FRA), Jose Jeremias Reyes Ronfini (MEX) |
| 2004. augusztus 28. 16:15 | Thompson 3                               | Gólpassz  | Fallon, Jackson 2 | Olympic Indoor Hall, Athén Nézőszám: 10 120 Játékvezetők: Chantal Julien (FRA), Jose Jeremias Reyes Ronfini (MEX) |

| Csapat           | Helyezés |
| ---------------- | -------- |
| Ausztrália (AUS) |          |

## Labdarúgás

### Férfi
| #             | Név                     | Klub                     | Születési idő                    | Mérkőzésszám | Gól     | Sárga lap | sárga lap · 2. sárga lap · kiállítva | kiállítva |
| Kapusok       | Kapusok                 | Kapusok                  | Kapusok                          | Kapusok      | Kapusok | Kapusok   | Kapusok                              | Kapusok   |
| ------------- | ----------------------- | ------------------------ | -------------------------------- | ------------ | ------- | --------- | ------------------------------------ | --------- |
| 1             | Brad Jones              | Middlesbrough FC         | 1982. március 19. (22 évesen)    | 0            | 0       | 0         | 0                                    | 0         |
| 18            | Eugene Galekovic        | South Melbourne FC       | 1981. június 12. (23 évesen)     | 4            | 0       | 0         | 0                                    | 0         |
| Védők         |                         |                          |                                  |              |         |           |                                      |           |
| 2             | Jade North              | Perth Glory FC           | 1982. január 7. (22 évesen)      | 4            | 0       | 1         | 0                                    | 0         |
| 3             | Shane Cansdell-Sherriff | Aarhus GF                | 1982. november 10. (21 évesen)   | 4            | 0       | 0         | 0                                    | 0         |
| 4             | Craig Moore (csk)       | Rangers FC               | 1975. december 12. (28 évesen)   | 3            | 0       | 2         | 0                                    | 0         |
| 5             | Jon McKain              | AFC Progresul Bucureşti  | 1982. szeptember 21. (21 évesen) | 2(1)         | 0       | 3         | 0                                    | 0         |
| 6             | Adrian Madaschi         | Partick Thistle FC       | 1982. július 11. (22 évesen)     | 4            | 0       | 1         | 0                                    | 0         |
| 12            | David Tarka             | Nottingham Forest FC     | 1983. február 11. (21 évesen)    | 0            | 0       | 0         | 0                                    | 0         |
| Középpályások |                         |                          |                                  |              |         |           |                                      |           |
| 7             | Ahmad Elrich            | Parramatta Power         | 1981. május 30. (23 évesen)      | 3            | 2       | 2         | 0                                    | 0         |
| 8             | Luke Wilkshire          | Bristol City FC          | 1981. október 2. (22 évesen)     | 4            | 0       | 1         | 0                                    | 0         |
| 10            | Tim Cahill              | Millwall F.C.            | 1979. december 6. (24 évesen)    | 3            | 1       | 2         | 0                                    | 0         |
| 13            | Carl Valeri             | Internazionale           | 1984. augusztus 14. (19 évesen)  | 3            | 0       | 1         | 0                                    | 0         |
| 15            | Anthony Danze           | Perth Glory FC           | 1984. március 15. (20 évesen)    | 1(2)         | 0       | 0         | 0                                    | 0         |
| 16            | Spase Dilevski          | Rot-Weiss Essen          | 1985. május 13. (19 évesen)      | (1)          | 0       | 0         | 0                                    | 0         |
| 17            | Ryan Griffiths          | Newcastle United Jets FC | 1981. augusztus 21. (22 évesen)  | (3)          | 0       | 1         | 0                                    | 0         |
| Csatárok      |                         |                          |                                  |              |         |           |                                      |           |
| 9             | John Aloisi             | CA Osasuna               | 1976. február 5. (28 évesen)     | 4            | 3       | 0         | 0                                    | 0         |
| 11            | Alex Brosque            | Marconi Stallions FC     | 1983. október 12. (20 évesen)    | 4            | 0       | 0         | 0                                    | 0         |
| 14            | Brett Holman            | SBV Excelsior            | 1984. március 27. (20 évesen)    | 2(2)         | 0       | 0         | 0                                    | 0         |
| Edző          |                         |                          |                                  |              |         |           |                                      |           |
|               | Frank Farina            | Ausztrália               | 1964. szeptember 5. (39 évesen)  |              |         |           |                                      |           |

- Kor: 2004. augusztus 10-i kora

#### Eredmények
C csoport 
| Csapat                      | M | Gy | D | V | Rg | Kg | Gk  | P |
| --------------------------- | - | -- | - | - | -- | -- | --- | - |
| Argentína (ARG)             | 3 | 3  | 0 | 0 | 9  | 0  | +9  | 9 |
| Ausztrália (AUS)            | 3 | 1  | 1 | 1 | 6  | 3  | +3  | 4 |
| Tunézia (TUN)               | 3 | 1  | 1 | 1 | 4  | 5  | –1  | 4 |
| Szerbia és Montenegró (SCG) | 3 | 0  | 0 | 3 | 3  | 14 | –11 | 0 |

| 2004. augusztus 11. 20:30 |

| Tunézia (TUN) | 1–1               | Ausztrália (AUS) |
| ------------- | ----------------- | ---------------- |
| Zítúni 69'    | (0–1) Jegyzőkönyv | Aloisi 45'       |

| Pankritio Stadium, Iráklio Nézőszám: 15 757 Játékvezető: Vasszárasz (görög) |

| 2004. augusztus 14. 20:30 |

| Szerbia és Montenegró (SCG) | 1–5               | Ausztrália (AUS)                           |
| --------------------------- | ----------------- | ------------------------------------------ |
| Radonjić 72'                | (0–2) Jegyzőkönyv | Cahill 11' Aloisi 45+1' 57' Elrich 60' 86' |

| Pankritio Stadium, Iráklio Nézőszám: 8857 Játékvezető: Salleh (malajziai) |

| 2004. augusztus 17. 20:30 |

| Argentína (ARG) | 1–0               | Ausztrália (AUS) |
| --------------- | ----------------- | ---------------- |
| D'Alessandro 9' | (1–0) Jegyzőkönyv |                  |

| Karaiskaki Stadium, Pireusz Nézőszám: 26 338 Játékvezető: Abd el-Fattáh (egyiptomi) |

Negyeddöntő
| 2004. augusztus 21. 18:00 |

| Irak (IRQ)      | 1–0               | Ausztrália (AUS) |
| --------------- | ----------------- | ---------------- |
| E. Mohammed 64' | (0–0) Jegyzőkönyv |                  |

| Pankritio Stadium, Iráklio Nézőszám: 10 023 Játékvezető: Batres (guatemalai) |

| Csapat           | Helyezés |
| ---------------- | -------- |
| Ausztrália (AUS) | 7.       |

### Női
| #             | Név                    | Klub               | Születési idő                   | Mérkőzésszám | Gól     | Sárga lap | sárga lap · 2. sárga lap · kiállítva | kiállítva |
| Kapusok       | Kapusok                | Kapusok            | Kapusok                         | Kapusok      | Kapusok | Kapusok   | Kapusok                              | Kapusok   |
| ------------- | ---------------------- | ------------------ | ------------------------------- | ------------ | ------- | --------- | ------------------------------------ | --------- |
| 1             | Cassandra Kell         | NSW Sapphires      | 1980. augusztus 8. (24 évesen)  | 4            | 0       | 0         | 0                                    | 0         |
| 18            | Melissa Barbieri       | Victoria Vision    | 1980. január 20. (24 évesen)    | 0            | 0       | 0         | 0                                    | 0         |
| Védők         |                        |                    |                                 |              |         |           |                                      |           |
| 2             | Rhian Davies           | Canberra Eclipse   | 1981. január 5. (23 évesen)     | 4            | 0       | 0         | 0                                    | 0         |
| 3             | Sacha Wainwright       | Canberra Eclipse   | 1972. február 6. (32 évesen)    | 4            | 0       | 0         | 0                                    | 0         |
| 4             | Dianne Alagich         | Adelaide Sensation | 1979. május 12. (25 évesen)     | 4            | 0       | 1         | 0                                    | 0         |
| 5             | Cheryl Salisbury (csk) | New York Power     | 1974. március 8. (30 évesen)    | 4            | 0       | 0         | 0                                    | 0         |
| 12            | Karla Reuter           | Queensland Sting   | 1984. június 14. (20 évesen)    | (2)          | 0       | 0         | 0                                    | 0         |
| 13            | Thea Slatyer           | NSW Sapphires      | 1983. február 2. (21 évesen)    | 1            | 0       | 0         | 0                                    | 0         |
| Középpályások |                        |                    |                                 |              |         |           |                                      |           |
| 6             | Sally Shipard          | NSW Sapphires      | 1987. október 20. (16 évesen)   | 4            | 0       | 0         | 0                                    | 0         |
| 8             | Heather Garriock       | Queensland Sting   | 1982. december 21. (21 évesen)  | 4            | 1       | 0         | 0                                    | 0         |
| 9             | Kylie Ledbrook         | NSW Sapphires      | 1986. március 20. (18 évesen)   | (1)          | 0       | 0         | 0                                    | 0         |
| 10            | Joanne Peters          | New York Power     | 1979. március 11. (25 évesen)   | 4            | 1       | 1         | 0                                    | 0         |
| 14            | Gillian Foster         | Canberra Eclipse   | 1976. augusztus 28. (27 évesen) | 3(1)         | 0       | 0         | 0                                    | 0         |
| 15            | Tal Karp               | Canberra Eclipse   | 1981. december 30. (22 évesen)  | 0            | 0       | 0         | 0                                    | 0         |
| 17            | Danielle Small         | NSW Sapphires      | 1979. február 7. (25 évesen)    | 4            | 0       | 0         | 0                                    | 0         |
| Csatárok      |                        |                    |                                 |              |         |           |                                      |           |
| 7             | Sarah Walsh            | Queensland Sting   | 1983. január 11. (21 évesen)    | 4            | 0       | 0         | 0                                    | 0         |
| 11            | Lisa De Vanna          | Adelaide Sensation | 1984. november 14. (19 évesen)  | (4)          | 1       | 0         | 0                                    | 0         |
| 16            | Selin Kuralay          | Victoria Vision    | 1985. január 25. (19 évesen)    | (3)          | 0       | 0         | 0                                    | 0         |
| Edző          |                        |                    |                                 |              |         |           |                                      |           |
|               | Adrian Santrac         | Ausztrália         | 1958. június 29. (46 évesen)    |              |         |           |                                      |           |

- Kor: 2004. augusztus 10-i kora

#### Eredmények
G csoport 
| Csapat                 | M | Gy | D | V | Rg | Kg | Gk  | P |
| ---------------------- | - | -- | - | - | -- | -- | --- | - |
| Egyesült Államok (USA) | 3 | 2  | 1 | 0 | 6  | 1  | +5  | 7 |
| Brazília (BRA)         | 3 | 2  | 0 | 1 | 8  | 2  | +6  | 6 |
| Ausztrália (AUS)       | 3 | 1  | 1 | 1 | 2  | 2  | 0   | 4 |
| Görögország (GRE)      | 3 | 0  | 0 | 3 | 0  | 11 | –11 | 0 |

| 2004. augusztus 11. 18:00 |

| Brazília (BRA) | 1–0               | Ausztrália (AUS) |
| -------------- | ----------------- | ---------------- |
| Marta 36'      | (1–0) Jegyzőkönyv |                  |

| Kaftanzoglio Stadium, Szaloniki Nézőszám: 25 152 Játékvezető: Frai (német) |

| 2004. augusztus 14. 20:30 |

| Görögország (GRE) | 0–1               | Ausztrália (AUS) |
| ----------------- | ----------------- | ---------------- |
|                   | (0–1) Jegyzőkönyv | Garriock 27'     |

| Pankritio Stadium, Iráklio Nézőszám: 8 857 Játékvezető: D’Coth (indiai) |

| 2004. augusztus 17. 20:30 |

| Egyesült Államok (USA) | 1–1               | Ausztrália (AUS) |
| ---------------------- | ----------------- | ---------------- |
| Lilly 19'              | (1–0) Jegyzőkönyv | Peters 82'       |

| Kaftanzoglio Stadium, Szaloniki Nézőszám: 3320 Játékvezető: Christina Ionescu (román) |

Negyeddöntő
| 2004. augusztus 20. 21:00 |

| Svédország (SWE)          | 2–1               | Ausztrália (AUS) |
| ------------------------- | ----------------- | ---------------- |
| Ljungberg 25' Larsson 30' | (2–0) Jegyzőkönyv | De Vanna 48'     |

| Panthessaliko Stadium, Vólosz Nézőszám: 4811 Játékvezető: Dagmar Damková (cseh) |

| Csapat           | Helyezés |
| ---------------- | -------- |
| Ausztrália (AUS) | 5.       |

## Lovaglás
Díjlovaglás
| Versenyző       | Ló    | Versenyszám | 1. kör | 1. kör | 2. kör  | 2. kör  | 3. kör  | 3. kör  | Végeredmény | Végeredmény |
| Versenyző       | Ló    | Versenyszám | Pont   | Hely.  | Pont    | Hely.   | Pont    | Hely.   | Pont        | Helyezés    |
| --------------- | ----- | ----------- | ------ | ------ | ------- | ------- | ------- | ------- | ----------- | ----------- |
| Mary Hanna      | Limbo | Egyéni      | 65,500 | 39.    | kiesett | kiesett | kiesett | kiesett | kiesett     | kiesett     |
| Erica MacMillan | Crisp | Egyéni      | 65,917 | 37.    | kiesett | kiesett | kiesett | kiesett | kiesett     | kiesett     |

Díjugratás
| Versenyző    | Ló          | Versenyszám | Selejtező | Selejtező | Selejtező | Selejtező | Selejtező | Selejtező    | Selejtező    | Selejtező    | Döntő        | Döntő        | Döntő        | Döntő        | Végeredmény  | Végeredmény  |
| Versenyző    | Ló          | Versenyszám | 1. kör    | 1. kör    | 2. kör    | 2. kör    | 2. kör    | 3. kör       | 3. kör       | 3. kör       | 1. kör       | 1. kör       | 2. kör       | 2. kör       | Végeredmény  | Végeredmény  |
| Versenyző    | Ló          | Versenyszám | Bünt.     | Hely.     | Bünt.     | Össz.     | Hely.     | Bünt.        | Össz.        | Hely.        | Bünt.        | Hely.        | Bünt.        | Hely.        | Bünt.        | Helyezés     |
| ------------ | ----------- | ----------- | --------- | --------- | --------- | --------- | --------- | ------------ | ------------ | ------------ | ------------ | ------------ | ------------ | ------------ | ------------ | ------------ |
| Tim Amitrano | Mr Innocent | Egyéni      | 38        | 73.       | 48        | 86        | 69.       | visszalépett | visszalépett | visszalépett | visszalépett | visszalépett | visszalépett | visszalépett | visszalépett | visszalépett |

Lovastusa
| Versenyző                                                        | Ló                                                              | Versenyszám | Díjlovaglás | Díjlovaglás | Tereplovaglás | Tereplovaglás | Tereplovaglás | Díjugratás   | Díjugratás   | Díjugratás   | Díjugratás   | Végeredmény  | Végeredmény  |
| Versenyző                                                        | Ló                                                              | Versenyszám | Díjlovaglás | Díjlovaglás | Tereplovaglás | Tereplovaglás | Tereplovaglás | 1. kör       | 1. kör       | 2. kör       | 2. kör       | Végeredmény  | Végeredmény  |
| Versenyző                                                        | Ló                                                              | Versenyszám | Bünt.       | Hely.       | Bünt.         | Hely.         | Össz.         | Bünt.        | Hely.        | Bünt.        | Hely.        | Bünt.        | Helyezés     |
| ---------------------------------------------------------------- | --------------------------------------------------------------- | ----------- | ----------- | ----------- | ------------- | ------------- | ------------- | ------------ | ------------ | ------------ | ------------ | ------------ | ------------ |
| Olivia Bunn                                                      | GV Top Of The Line                                              | Egyéni      | 45,2        | 16.*        | 1,2           | 18.****       | 15.           | visszalépett | visszalépett | visszalépett | visszalépett | visszalépett | visszalépett |
| Phillip Dutton                                                   | Nova Top                                                        | Egyéni      | 46,8        | 21.         | 0,0           | 3.            | 16.           | 4            | 12.          | 12           | 21.          | 62,8         | 13.          |
| Andrew Hoy                                                       | Mr Pracatan                                                     | Egyéni      | 43,6        | 11.*        | 75,8          | 62.           | 61.           | 16           | 57.          | kiesett      | kiesett      | 135,4        | 57.          |
| Rebel Morrow                                                     | Oaklea Groover                                                  | Egyéni      | 40,6        | 7.          | 1,6           | 24.*          | 7.            | 8            | 25.          | 10           | 18.          | 60,2         | 11.          |
| Stuart Tinney                                                    | Jeepster                                                        | Egyéni      | 48,8        | 27.         | 0,0           | 6.***         | 19.*          | 36           | 65.          | kiesett      | kiesett      | 84,8         | 38.          |
| Olivia Bunn Phillip Dutton Andrew Hoy Rebel Morrow Stuart Tinney | GV Top Of The Line Nova Top Mr Pracatan Oaklea Groover Jeepster | Csapat      | 129,4       | 5.          | 1,2           | 3.**          | 5.            | 28           | 10.          |              |              | 185,8        | 6.           |

* - egy másik versenyzővel azonos eredményt ért el

** - két másik csapattal azonos eredményt ért el

*** - három másik versenyzővel azonos eredményt ért el

**** - négy másik versenyzővel azonos eredményt ért el

## Műugrás
Férfi
| Versenyző                     | Versenyszám          | Selejtező | Selejtező | Elődöntő | Elődöntő | Döntő   | Döntő    |
| Versenyző                     | Versenyszám          | Pont      | Helyezés  | Pont     | Helyezés | Pont    | Helyezés |
| ----------------------------- | -------------------- | --------- | --------- | -------- | -------- | ------- | -------- |
| Steven Barnett                | Egyéni műugrás       | 397,71    | 17.       | 614,76   | 16.      | kiesett | kiesett  |
| Robert Newbery                | Egyéni műugrás       | 429,09    | 10.       | 657,69   | 10.      | 620,34  | 12.      |
| Robert Newbery                | Egyéni toronyugrás   | 461,91    | 7.        | 655,89   | 5.       | 640,65  | 8.       |
| Mathew Helm                   | Egyéni toronyugrás   | 513,06    | 1.        | 722,40   | 1.       | 730,56  |          |
| Steven Barnett Robert Newbery | Szinkron műugrás     |           |           |          |          | 349,59  |          |
| Mathew Helm Robert Newbery    | Szinkron toronyugrás |           |           |          |          | 366,84  |          |

Női
| Versenyző                      | Versenyszám          | Selejtező | Selejtező | Elődöntő | Elődöntő | Döntő  | Döntő    |
| Versenyző                      | Versenyszám          | Pont      | Helyezés  | Pont     | Helyezés | Pont   | Helyezés |
| ------------------------------ | -------------------- | --------- | --------- | -------- | -------- | ------ | -------- |
| Irina Lashko                   | Egyéni műugrás       | 303,66    | 8.        | 550,17   | 4.       | 551,97 | 7.       |
| Loudy Tourky                   | Egyéni műugrás       | 310,65    | 5.        | 538,44   | 6.       | 566,94 | 6.       |
| Loudy Tourky                   | Egyéni toronyugrás   | 367,23    | 2.        | 560,10   | 1.       | 561,66 |          |
| Chantelle Newbery              | Egyéni toronyugrás   | 346,95    | 6.        | 545,25   | 3.       | 590,31 |          |
| Irina Lashko Chantelle Newbery | Szinkron műugrás     |           |           |          |          | 309,30 |          |
| Lynda Folauhola Loudy Tourky   | Szinkron toronyugrás |           |           |          |          | 313,92 | 4.       |

## Ökölvívás
| Versenyző           | Versenyszám  | Selejtező                     | Nyolcaddöntő                   | Negyeddöntő                    | Elődöntő          | Döntő             | Helyezés |
| Versenyző           | Versenyszám  | Ellenfél Eredmény             | Ellenfél Eredmény              | Ellenfél Eredmény              | Ellenfél Eredmény | Ellenfél Eredmény | Helyezés |
| ------------------- | ------------ | ----------------------------- | ------------------------------ | ------------------------------ | ----------------- | ----------------- | -------- |
| Peter Wakefield     | Papírsúly    |                               | Joseph Jermia (NAM) · 20-29    | kiesett                        | kiesett           | kiesett           | 9.       |
| Bradley Hore        | Légsúly      | Ron Siler (USA) · 18-32       | kiesett                        | kiesett                        | kiesett           | kiesett           | 17.      |
| Joel Brunker        | Harmatsúly   | Ağası Məmmədov (AZE) · RSC    | kiesett                        | kiesett                        | kiesett           | kiesett           | 17.      |
| Ryan Langham        | Pehelysúly   | Viorel Simion (ROU) · 15-40   | kiesett                        | kiesett                        | kiesett           | kiesett           | 17.      |
| Anthony Little      | Könnyűsúly   | Taufík Sóbba (TUN) · 27-8     | Murat Hracsev (RUS) · RSC      | kiesett                        | kiesett           | kiesett           | 9.       |
| Anoushirvan Nourian | Kisváltósúly | Kitson Julie (SEY) · 51-22    | Michele Di Rocco (ITA) · 25-33 | kiesett                        | kiesett           | kiesett           | 9.       |
| Gerard O'Mahony     | Váltósúly    | Viktor Poljakov (UKR) · 27-54 | kiesett                        | kiesett                        | kiesett           | kiesett           | 17.      |
| Jamie Pittman       | Középsúly    | Lukas Wilaschek (GER) · 23-24 | kiesett                        | kiesett                        | kiesett           | kiesett           | 17.      |
| Adam Forsyth        | Nehézsúly    |                               | Vedran Đipalo (CRO) · 32-22    | Mohamed El-Sayed (EGY) · 12-27 | kiesett           | kiesett           | 5.       |

RSC - a játékvezető megállította a mérkőzést

## Öttusa
| Versenyző         | Versenyszám | Lövészet | Lövészet | Lövészet | Vívás    | Vívás | Vívás | Úszás   | Úszás | Úszás | Lovaglás | Lovaglás | Lovaglás | Lovaglás | Futás    | Futás | Futás | Összesen    | Összesen |
| Versenyző         | Versenyszám | Pontszám | Pont     | Hely.    | Eredmény | Pont  | Hely. | Idő     | Pont  | Hely. | Idő      | Hibapont | Pont     | Hely.    | Idő      | Pont  | Hely. | Összes pont | Helyezés |
| ----------------- | ----------- | -------- | -------- | -------- | -------- | ----- | ----- | ------- | ----- | ----- | -------- | -------- | -------- | -------- | -------- | ----- | ----- | ----------- | -------- |
| Aleksandr Parygin | Férfi       | 169      | 964      | 28.      | 13-18    | 748   | 23.** | 2:14,14 | 1192  | 28.   | 1:05,66  | 196      | 1004     | 26.      | 10:01,57 | 996   | 17.   | 4904        | 27.      |
| Hortobágyi Eszter | Női         | 169      | 964      | 18.      | 11-20    | 692   | 29.*  | 2:29,42 | 1128  | 26.   | 1:13,41  | 56       | 1144     | 5.       | 11:11,44 | 1036  | 11.   | 4964        | 20.      |

* - egy másik versenyzővel azonos eredményt ért el

** - két másik versenyzővel azonos eredményt ért el

## Röplabda

### Férfi
| #    | Név              | Klub                          | Kor                              | Magasság |
| ---- | ---------------- | ----------------------------- | -------------------------------- | -------- |
| 1    | Daniel Howard    | Marmi Lamza Verona            | 1976. december 13. (27 évesen)   | 208 cm   |
| 3    | Grant Sorensen   | Australian Institute of Sport | 1982. március 27. (22 évesen)    | 198 cm   |
| 4    | Benjamin Hardy   | Brill Rover Bolzano           | 1974. szeptember 21. (29 évesen) | 198 cm   |
| 5    | Luke Campbell    | Subayer-Wuppertal             | 1979. november 8. (24 évesen)    | 202 cm   |
| 7    | Matthew Young    | Jusam Gran Canaria            | 1981. július 17. (23 évesen)     | 187 cm   |
| 9    | Andrew Earl      | Vigo Volley                   | 1982. szeptember 15. (21 évesen) | 196 cm   |
| 10   | David Beard      | Australian Institute of Sport | 1973. október 23. (30 évesen)    | 196 cm   |
| 12   | Travis Moran     | Australian Institute of Sport | 1985. augusztus 16. (18 évesen)  | 191 cm   |
| 13   | David Ferguson   | Groningen Lycoreus            | 1982. március 13. (22 évesen)    | 204 cm   |
| 14   | Zane Christensen | Copra Asytel Piacenza         | 1985. július 19. (19 évesen)     | 208 cm   |
| 15   | Hidde Van Beest  | Estemse 4 Torri Ferrara       | 1979. július 20. (25 évesen)     | 206 cm   |
| 18   | Brett Alderman   | TSV Unterhaching              | 1979. február 27. (25 évesen)    | 190 cm   |
| Edző |                  |                               |                                  |          |
|      | Jon Uriarte      |                               |                                  |          |

- Kor: 2004. augusztus 12-i kora

#### Eredmények
Csoportkör
B csoport
|                        |      | Mérkőzések | Mérkőzések | Szettek | Szettek | Szettek | Pontok | Pontok | Pontok |
| Csapat                 | Pont | Gy         | V          | Sz+     | Sz–     | SzA     | P+     | P–     | PA     |
| ---------------------- | ---- | ---------- | ---------- | ------- | ------- | ------- | ------ | ------ | ------ |
| Brazília (BRA)         | 9    | 4          | 1          | 13      | 7       | 1,857   | 483    | 431    | 1,121  |
| Olaszország (ITA)      | 8    | 3          | 2          | 13      | 7       | 1,857   | 465    | 434    | 1,071  |
| Egyesült Államok (USA) | 8    | 3          | 2          | 11      | 8       | 1,375   | 437    | 423    | 1,033  |
| Oroszország (RUS)      | 8    | 3          | 2          | 11      | 9       | 1,222   | 452    | 430    | 1,051  |
| Hollandia (NED)        | 7    | 2          | 3          | 7       | 11      | 0,636   | 391    | 419    | 0,933  |
| Ausztrália (AUS)       | 5    | 0          | 5          | 2       | 15      | 0,133   | 331    | 422    | 0,784  |

| 2004. augusztus 15. 16:00 | Brazília (BRA)                           | 3–1 | Ausztrália (AUS) | Béke és Barátság stadion, Pireusz Nézőszám: 1853 Játékvezető: Georgios Karampetsos (GRE), Ryszard Dietrich (POL) |
| 2004. augusztus 15. 16:00 | (23–25, 25–19, 25–12, 25–21) Jegyzőkönyv |     |                  | Béke és Barátság stadion, Pireusz Nézőszám: 1853 Játékvezető: Georgios Karampetsos (GRE), Ryszard Dietrich (POL) |

| 2004. augusztus 17. 14:00 | Ausztrália (AUS)                  | 0–3 | Oroszország (RUS) | Béke és Barátság stadion, Pireusz Nézőszám: 2815 Játékvezető: Fernando Nava (MEX), Mahmoud Abdel Magid (EGY) |
| 2004. augusztus 17. 14:00 | (17–25, 24–26, 23–25) Jegyzőkönyv |     |                   | Béke és Barátság stadion, Pireusz Nézőszám: 2815 Játékvezető: Fernando Nava (MEX), Mahmoud Abdel Magid (EGY) |

| 2004. augusztus 19. 09:00 | Olaszország (ITA)                 | 3–0 | Ausztrália (AUS) | Béke és Barátság stadion, Pireusz Nézőszám: 2950 Játékvezető: Ibrahim Al-Naama (QAT), Juan Pereyra (ARG) |
| 2004. augusztus 19. 09:00 | (25–20, 25–18, 25–21) Jegyzőkönyv |     |                  | Béke és Barátság stadion, Pireusz Nézőszám: 2950 Játékvezető: Ibrahim Al-Naama (QAT), Juan Pereyra (ARG) |

| 2004. augusztus 21. 09:00 | Ausztrália (AUS)                         | 1–3 | Egyesült Államok (USA) | Béke és Barátság stadion, Pireusz Nézőszám: 4580 Játékvezető: Fotios Lekkas (GRE), Ryszard Dietrich (POL) |
| 2004. augusztus 21. 09:00 | (19–25, 25–23, 13–25, 19–25) Jegyzőkönyv |     |                        | Béke és Barátság stadion, Pireusz Nézőszám: 4580 Játékvezető: Fotios Lekkas (GRE), Ryszard Dietrich (POL) |

| 2004. augusztus 23. 14:00 | Hollandia (NED)                   | 3–0 | Ausztrália (AUS) | Béke és Barátság stadion, Pireusz Nézőszám: 4120 Játékvezető: Mahmoud Abdel Magid (EGY), Juan Pereyra (ARG) |
| 2004. augusztus 23. 14:00 | (25–22, 25–17, 25–16) Jegyzőkönyv |     |                  | Béke és Barátság stadion, Pireusz Nézőszám: 4120 Játékvezető: Mahmoud Abdel Magid (EGY), Juan Pereyra (ARG) |

| Csapat           | Helyezés |
| ---------------- | -------- |
| Ausztrália (AUS) | 11.      |

### Strandröplabda

#### Férfi
| Versenyző                    | Csoportkör | Csoportkör | Nyolcaddöntő                                                                  | Negyeddöntő                                                                          | Elődöntő                                                          | Döntő                                                                               | Helyezés |
| Versenyző                    | Ellenfél Eredmény | Hely.      | Ellenfél Eredmény                                                             | Ellenfél Eredmény                                                                    | Ellenfél Eredmény                                                 | Ellenfél Eredmény                                                                   | Helyezés |
| ---------------------------- | --- | ---------- | ----------------------------------------------------------------------------- | ------------------------------------------------------------------------------------ | ----------------------------------------------------------------- | ----------------------------------------------------------------------------------- | -------- |
| Andrew Schacht Joshua Slack  | A csoport · Egyesült Államok (USA) · Dax Holdren · Stein Metzger · 24-22, 22-24, 13-15 · Brazília (BRA) · Emanuel Rego · Ricardo Santos · 17-21, 17-21 · Norvégia (NOR) · Bjorn Maaseide · Iver Horrem · 21-18, 21-17 | 3.         | Németország (GER) · Christoph Dieckmann · Andreas Scheuerpflug · 19-21, 12-21 | kiesett                                                                              | kiesett                                                           | kiesett                                                                             | 9.       |
| Julien Prosser Mark Williams | E csoport · Egyesült Államok (USA) · Dain Blanton · Jeff Nygaard · 21-16, 21-14 · Svájc (SUI) · Patrick Heuscher · Stefan Kobel · 21-16, 20-22, 9-15 · Kanada (CAN) · John Child · Mark Heese · 21-13, 15-21, 15-12   | 2.         | Dél-afrikai Köztársaság (RSA) · Colin Pocock · Gershon Rorich · 21-14, 21-10  | Németország (GER) · Christoph Dieckmann · Andreas Scheuerpflug · 16-21, 21-19, 15-10 | Spanyolország (ESP) · Javier Bosma · Pablo Herrera · 18-21, 18-21 | Bronzmérkőzés · Svájc (SUI) · Patrick Heuscher · Stefan Kobel · 21-19, 17-21, 13-15 | 4.       |

#### Női
| Versenyző                        | Csoportkör | Csoportkör | Nyolcaddöntő                                                         | Negyeddöntő                                                                   | Elődöntő                                                    | Döntő                                                                                      | Helyezés |
| Versenyző                        | Ellenfél Eredmény | Hely.      | Ellenfél Eredmény                                                    | Ellenfél Eredmény                                                             | Ellenfél Eredmény                                           | Ellenfél Eredmény                                                                          | Helyezés |
| -------------------------------- | --- | ---------- | -------------------------------------------------------------------- | ----------------------------------------------------------------------------- | ----------------------------------------------------------- | ------------------------------------------------------------------------------------------ | -------- |
| Natalie Cook Nicole Sanderson    | E csoport · Bulgária (BUL) · Cvetelina Jancsulova · Petya Jancsulova · 21-16, 21-12 · Kína (CHN) · Ju Ven-huj · Vang Lu · 21-19, 17-21, 17-15 · Németország (GER) · Stephanie Pohl · Okka Rau · 10-21, 20-22         | 2.         | Ausztrália (AUS) · Kerri Pottharst · Summer Lochowicz · 21-15, 21-16 | Olaszország (ITA) · Daniela Gattelli · Lucilla Perrotta · 21-16, 14-21, 15-12 | Brazília (BRA) · Shelda Bede · Adriana Behar · 17-21, 16-21 | Bronzmérkőzés · Egyesült Államok (USA) · Holly McPeak · Elaine Youngs · 18-21, 21-15, 9-15 | 4.       |
| Kerri Pottharst Summer Lochowicz | F csoport · Kína (CHN) · Tien Csia · Vang Fej · 21-18, 21-18 · Görögország (GRE) · Effroszíni Szfirí · Vaszilikí Karandásziu · 21-15, 15-21, 16-14 · Mexikó (MEX) · Mayra Aide García · Hilda Gaxiola · 26-24, 22-20 | 1.         | Ausztrália (AUS) · Natalie Cook · Nicole Sanderson · 15-21, 16-21    | kiesett                                                                       | kiesett                                                     | kiesett                                                                                    | 9.       |

## Softball
- Sandra Allen
- Marissa Carpadios
- Fiona Crawford
- Amanda Doman
- Peta Edebone
- Tanya Harding
- Natalie Hodgskin
- Simmone Morrow
- Tracey Mosley
- Stacey Porter
- Melanie Roche
- Natalie Titcume
- Natalie Ward
- Brooke Wilkins
- Kerry Wyborn

### Eredmények
Csoportkör
| Csapat           | M | Gy | V | P+ | P– | Pk  |
| ---------------- | - | -- | - | -- | -- | --- |
| Egyesült Államok | 7 | 7  | 0 | 41 | 0  | +41 |
| Ausztrália       | 7 | 6  | 1 | 22 | 14 | +8  |
| Japán            | 7 | 4  | 3 | 17 | 8  | +9  |
| Kína             | 7 | 3  | 4 | 15 | 20 | –5  |
| Kanada           | 7 | 3  | 4 | 6  | 14 | –8  |
| Tajvan           | 7 | 2  | 5 | 3  | 13 | –10 |
| Görögország      | 7 | 2  | 5 | 6  | 24 | –18 |
| Olaszország      | 7 | 1  | 6 | 8  | 25 | –17 |

| 2004. augusztus 14. 9:30 |  | Ausztrália (AUS) | 4–2 | Japán |  |  |
| 2004. augusztus 14. 9:30 |  |                  |     |       |  |  |

| 2004. augusztus 15. 17:00 |  | Ausztrália (AUS) | 0–10 | Egyesült Államok |  |  |
| 2004. augusztus 15. 17:00 |  |                  |      |                  |  |  |

| 2004. augusztus 16. 19:30 |  | Tajvan (TPE) | 0–1 | Ausztrália |  |  |
| 2004. augusztus 16. 19:30 |  |              |     |            |  |  |

| 2004. augusztus 17. 19:30 |  | Ausztrália (AUS) | 8–0 | Olaszország |  |  |
| 2004. augusztus 17. 19:30 |  |                  |     |             |  |  |

| 2004. augusztus 18. 12:00 |  | Ausztrália (AUS) | 5–0 | Kína |  |  |
| 2004. augusztus 18. 12:00 |  |                  |     |      |  |  |

| 2004. augusztus 19. 19:30 |  | Ausztrália (AUS) | 1–0 | Kanada |  |  |
| 2004. augusztus 19. 19:30 |  |                  |     |        |  |  |

| 2004. augusztus 20. 17:00 |  | Görögország (GRE) | 2–3 | Ausztrália |  |  |
| 2004. augusztus 20. 17:00 |  |                   |     |            |  |  |

Elődöntő
| 2004. augusztus 22. 12:20 |  | Ausztrália (AUS) | 0–5 | Egyesült Államok |  |  |
| 2004. augusztus 22. 12:20 |  |                  |     |                  |  |  |

A döntőbe jutásért
| 2004. augusztus 22. 17:00 |  | Ausztrália (AUS) | 3–0 | Japán |  |  |
| 2004. augusztus 22. 17:00 |  |                  |     |       |  |  |

Döntő
| 2004. augusztus 23. 16:00 |  | Ausztrália (AUS) | 1–5 | Egyesült Államok |  |  |
| 2004. augusztus 23. 16:00 |  |                  |     |                  |  |  |

| Csapat     | Helyezés |
| ---------- | -------- |
| Ausztrália |          |

## Sportlövészet
Férfi
| Versenyző        | Versenyszám           | Selejtező | Selejtező | Döntő   | Döntő    |
| Versenyző        | Versenyszám           | Pont      | Helyezés  | Pont    | Helyezés |
| ---------------- | --------------------- | --------- | --------- | ------- | -------- |
| David Moore      | Légpisztoly           | 574       | 27.**     | kiesett | kiesett  |
| David Moore      | Szabadpisztoly        | 550       | 24.**     | kiesett | kiesett  |
| Daniel Repacholi | Szabadpisztoly        | 551       | 23.       | kiesett | kiesett  |
| Daniel Repacholi | Légpisztoly           | 571       | 36.**     | kiesett | kiesett  |
| Bruce Quick      | Gyorstüzelő pisztoly  | 571       | 17.       | kiesett | kiesett  |
| Matthew Inabinet | Légpuska              | 584       | 41.*      | kiesett | kiesett  |
| Timothy Lowndes  | Légpuska              | 587       | 35.***    | kiesett | kiesett  |
| Timothy Lowndes  | Sportpuska, összetett | 1161      | 12.**     | kiesett | kiesett  |
| Timothy Lowndes  | Sportpuska, fekvő     | 592       | 16.*****  | kiesett | kiesett  |
| Warren Potent    | Sportpuska, fekvő     | 586       | 42.*      | kiesett | kiesett  |
| Bryan Wilson     | Futócéllövészet       | 544       | 19.       | kiesett | kiesett  |
| Michael Diamond  | Trap                  | 119       | 7.*****   | kiesett | kiesett  |
| Adam Vella       | Trap                  | 121       | 4.**      | 145     |          |
| Stephen Haberman | Dupla trap            | 129       | 15.       | kiesett | kiesett  |
| Thomas Turner    | Dupla trap            | 126       | 19.*      | kiesett | kiesett  |
| George Barton    | Skeet                 | 118       | 29.*      | kiesett | kiesett  |
| Paul Rahman      | Skeet                 | 120       | 15.****** | kiesett | kiesett  |

Női
| Versenyző                    | Versenyszám           | Selejtező | Selejtező | Döntő   | Döntő    |
| Versenyző                    | Versenyszám           | Pont      | Helyezés  | Pont    | Helyezés |
| ---------------------------- | --------------------- | --------- | --------- | ------- | -------- |
| Linda Ryan                   | Légpisztoly           | 376       | 28.*      | kiesett | kiesett  |
| Lalita Milshina-Yauhleuskaya | Légpisztoly           | 379       | 21.***    | kiesett | kiesett  |
| Lalita Milshina-Yauhleuskaya | Sportpisztoly         | 578       | 10.**     | kiesett | kiesett  |
| Annette Woodward             | Sportpisztoly         | 576       | 18.       | kiesett | kiesett  |
| Sue McCready                 | Légpuska              | 391       | 27.****   | kiesett | kiesett  |
| Sue McCready                 | Sportpuska, összetett | 567       | 25.*      | kiesett | kiesett  |
| Kim Frazer                   | Sportpuska, összetett | 555       | 32.*      | kiesett | kiesett  |
| Suzanne Balogh               | Trap                  | 66        | 1.        | 88      |          |
| Suzanne Balogh               | Dupla trap            | 97        | 13.*      | kiesett | kiesett  |
| Susan Trindall               | Dupla trap            | 106       | 7.*       | kiesett | kiesett  |
| Lauryn Mark                  | Skeet                 | 69        | 4.        | 92      | 4.       |

* - egy másik versenyzővel azonos eredményt ért el

** - két másik versenyzővel azonos eredményt ért el

*** - három másik versenyzővel azonos eredményt ért el

**** - négy másik versenyzővel azonos eredményt ért el

***** - öt másik versenyzővel azonos eredményt ért el

****** - hét másik versenyzővel azonos eredményt ért el

## Súlyemelés
Férfi
| Versenyző       | Versenyszám | Szakítás | Szakítás | Lökés                    | Lökés                    | Összesen | Helyezés |
| Versenyző       | Versenyszám | Eredmény | Helyezés | Eredmény                 | Helyezés                 | Összesen | Helyezés |
| --------------- | ----------- | -------- | -------- | ------------------------ | ------------------------ | -------- | -------- |
| Sergo Chakhoyan | 85 kg       | 175,0    | 3.*      | érvényes kísérlet nélkül | érvényes kísérlet nélkül | kiesett  | kiesett  |

Női
| Versenyző      | Versenyszám | Szakítás | Szakítás | Lökés    | Lökés    | Összesen | Helyezés |
| Versenyző      | Versenyszám | Eredmény | Helyezés | Eredmény | Helyezés | Összesen | Helyezés |
| -------------- | ----------- | -------- | -------- | -------- | -------- | -------- | -------- |
| Deborah Lovely | 75 kg       | 92,5     | 14.      | 115,0    | 13.      | 207,5    | 13.      |

* - egy másik versenyzővel azonos eredményt ért el

## Szinkronúszás
| Versenyző                   | Versenyszám | Technikai gyakorlat | Technikai gyakorlat | Selejtező        | Selejtező        | Selejtező  | Selejtező  | Döntő            | Döntő            | Döntő      | Döntő      | Helyezés |
| Versenyző                   | Versenyszám | Technikai gyakorlat | Technikai gyakorlat | Szabad gyakorlat | Szabad gyakorlat | Összesítés | Összesítés | Szabad gyakorlat | Szabad gyakorlat | Összesítés | Összesítés | Helyezés |
| Versenyző                   | Versenyszám | Pont                | Hely.               | Pont             | Hely.            | Pont       | Hely.      | Pont             | Hely.            | Pont       | Hely.      | Helyezés |
| --------------------------- | ----------- | ------------------- | ------------------- | ---------------- | ---------------- | ---------- | ---------- | ---------------- | ---------------- | ---------- | ---------- | -------- |
| Amanda Laird Leonie Nichols | Páros       | 38,917              | 24.                 | 38,834           | 24.              | 77,751     | 24.        | kiesett          | kiesett          | kiesett    | kiesett    | 24.      |

## Taekwondo
Férfi
| Versenyző       | Versenyszám | Nyolcaddöntő                   | Negyeddöntő                   | Elődöntő          | Vigaszág első kör | Vigaszág elődöntő | Bronz- mérkőzés   | Döntő             | Helyezés |
| Versenyző       | Versenyszám | Ellenfél Eredmény              | Ellenfél Eredmény             | Ellenfél Eredmény | Ellenfél Eredmény | Ellenfél Eredmény | Ellenfél Eredmény | Ellenfél Eredmény | Helyezés |
| --------------- | ----------- | ------------------------------ | ----------------------------- | ----------------- | ----------------- | ----------------- | ----------------- | ----------------- | -------- |
| Carlo Massimino | Pehelysúly  | Mohammed el-Omráni (TUN) · 7-2 | Gabriel Sagastume (GUA) · 4-5 | kiesett           |                   |                   |                   |                   | 9.       |
| Daniel Trenton  | Váltósúly   | Craig Brown (GBR) · 12-6       | Juszof Karami (IRI) · 9-13    | kiesett           |                   |                   |                   |                   | 9.       |

Női
| Versenyző         | Versenyszám | Nyolcaddöntő                  | Negyeddöntő       | Elődöntő          | Vigaszág első kör | Vigaszág elődöntő | Bronz- mérkőzés   | Döntő             | Helyezés |
| Versenyző         | Versenyszám | Ellenfél Eredmény             | Ellenfél Eredmény | Ellenfél Eredmény | Ellenfél Eredmény | Ellenfél Eredmény | Ellenfél Eredmény | Ellenfél Eredmény | Helyezés |
| ----------------- | ----------- | ----------------------------- | ----------------- | ----------------- | ----------------- | ----------------- | ----------------- | ----------------- | -------- |
| Caroline Bartasek | Váltósúly   | Heidy Juárez (GUA) · 0-7      | kiesett           | kiesett           |                   |                   |                   |                   | 11.      |
| Tina Morgan       | Nehézsúly   | Natália Falavigna (BRA) · 2-7 | kiesett           | kiesett           |                   |                   |                   |                   | 11.      |

## Tenisz
Férfi
| Versenyző                     | Versenyszám | 64-es főtábla                        | 32-es főtábla                                            | Nyolcaddöntő                                                     | Negyeddöntő       | Elődöntő          | Bronz- mérkőzés   | Döntő             | Helyezés |
| Versenyző                     | Versenyszám | Ellenfél Eredmény                    | Ellenfél Eredmény                                        | Ellenfél Eredmény                                                | Ellenfél Eredmény | Ellenfél Eredmény | Ellenfél Eredmény | Ellenfél Eredmény | Helyezés |
| ----------------------------- | ----------- | ------------------------------------ | -------------------------------------------------------- | ---------------------------------------------------------------- | ----------------- | ----------------- | ----------------- | ----------------- | -------- |
| Wayne Arthurs                 | Egyes       | Victor Hănescu (ROU) · 6-4, 7-6      | Sébastien Grosjean (FRA) · 6-7, 3-6                      | kiesett                                                          | kiesett           | kiesett           | kiesett           | kiesett           | 17.      |
| Mark Philippoussis            | Egyes       | Olivier Rochus (BEL) · 6-3, 0-6, 1-6 | kiesett                                                  | kiesett                                                          | kiesett           | kiesett           | kiesett           | kiesett           | 33.      |
| Wayne Arthurs Todd Woodbridge | Páros       |                                      | Csehország (CZE) · Tomáš Berdych · Jiří Novák · 6-4, 6-3 | Németország (GER) · Nicolas Kiefer · Rainer Schüttler · 6-7, 3-6 | kiesett           | kiesett           | kiesett           | kiesett           | 9.       |

Női
| Versenyző                    | Versenyszám | 64-es főtábla                             | 32-es főtábla                                                  | Nyolcaddöntő                                                   | Negyeddöntő                                      | Elődöntő                         | Bronz- mérkőzés                        | Döntő             | Helyezés |
| Versenyző                    | Versenyszám | Ellenfél Eredmény                         | Ellenfél Eredmény                                              | Ellenfél Eredmény                                              | Ellenfél Eredmény                                | Ellenfél Eredmény                | Ellenfél Eredmény                      | Ellenfél Eredmény | Helyezés |
| ---------------------------- | ----------- | ----------------------------------------- | -------------------------------------------------------------- | -------------------------------------------------------------- | ------------------------------------------------ | -------------------------------- | -------------------------------------- | ----------------- | -------- |
| Alicia Molik                 | Egyes       | Jelena Gyementyjeva (RUS) · 4-6, 6-0, 6-3 | Katarina Srebotnik (SLO) · 7-5, 6-4                            | Lisa Raymond (USA) · 6-4, 6-4                                  | Szugijama Ai (JPN) · 6-3, 6-4                    | Amélie Mauresmo (FRA) · 6-7, 3-6 | Anasztaszija Miszkina (RUS) · 6-3, 6-4 |                   |          |
| Nicole Pratt                 | Egyes       | Myriam Casanova (SUI) · 6-3, 7-5          | Tathiana Garbin (ITA) · 1-6, 7-6, 6-2                          | Justine Henin (BEL) · 1-6, 0-6                                 | kiesett                                          | kiesett                          | kiesett                                | kiesett           | 9.       |
| Samantha Stosur              | Egyes       | Chanda Rubin (USA) · 2-6, 7-6, 0-6        | kiesett                                                        | kiesett                                                        | kiesett                                          | kiesett                          | kiesett                                | kiesett           | 33.      |
| Nicole Pratt Samantha Stosur | Páros       |                                           | Olaszország (ITA) · Tathiana Garbin · Roberta Vinci · 0-6, 1-6 | kiesett                                                        | kiesett                                          | kiesett                          | kiesett                                | kiesett           | 17.      |
| Alicia Molik Rennae Stubbs   | Páros       |                                           | Észtország (EST) · Maret Ani · Kaia Kanepi · 6-4, 6-1          | Kolumbia (COL) · Catalina Castaño · Fabiola Zuluaga · 6-4, 6-2 | Kína (CHN) · Li Ting · Szun Tien-tien · 3-6, 2-6 | kiesett                          | kiesett                                | kiesett           | 5.       |

## Tollaslabda
| Versenyző                       | Versenyszám  | 32-es főtábla                                                           | Nyolcaddöntő      | Negyeddöntő       | Elődöntő          | Bronz- mérkőzés   | Döntő             | Helyezés |
| Versenyző                       | Versenyszám  | Ellenfél Eredmény                                                       | Ellenfél Eredmény | Ellenfél Eredmény | Ellenfél Eredmény | Ellenfél Eredmény | Ellenfél Eredmény | Helyezés |
| ------------------------------- | ------------ | ----------------------------------------------------------------------- | ----------------- | ----------------- | ----------------- | ----------------- | ----------------- | -------- |
| Stuart Brehaut                  | Férfi egyes  | I Hjonil (KOR) · 3-15, 2-15                                             | kiesett           | kiesett           | kiesett           | kiesett           | kiesett           | 17.      |
| Lenny Permana                   | Női egyes    | Kelly Morgan (GBR) · 5-11, 3-11                                         | kiesett           | kiesett           | kiesett           | kiesett           | kiesett           | 17.      |
| Ashley Brehaut Travis Denney    | Férfi páros  | Thaiföld (THA) · Pramote Teerawiwatana · Tesana Panvisavas · 3-15, 9-15 | kiesett           | kiesett           | kiesett           | kiesett           | kiesett           | 17.      |
| Jane Crabtree Kate Wilson-Smith | Női páros    | Dánia (DEN) · Pernille Harder · Mette Schjoldager · 2-15, 3-15          | kiesett           | kiesett           | kiesett           | kiesett           | kiesett           | 17.      |
| Travis Denney Kate Wilson-Smith | Vegyes páros | Németország (GER) · Björn Siegemund · Nicol Pitro · 5-15, 15-8, 4-15    | kiesett           | kiesett           | kiesett           | kiesett           | kiesett           | 17.      |

## Torna
Férfi
| Versenyző      | Versenyszám      | Selejtező | Selejtező | Döntő    | Döntő    |
| Versenyző      | Versenyszám      | Pontszám  | Helyezés  | Pontszám | Helyezés |
| -------------- | ---------------- | --------- | --------- | -------- | -------- |
| Philippe Rizzo | Korlát           | 9,700     | 13.       | kiesett  | kiesett  |
| Philippe Rizzo | Nyújtó           | 8,950     | 66.       | kiesett  | kiesett  |
| Philippe Rizzo | Lólengés         | 8,700     | 70.       | kiesett  | kiesett  |
| Philippe Rizzo | Egyéni összetett | 27,350    | 86.       | kiesett  | kiesett  |

Női
| Versenyző           | Versenyszám      | Selejtező | Selejtező | Döntő    | Döntő    |
| Versenyző           | Versenyszám      | Pontszám  | Helyezés  | Pontszám | Helyezés |
| ------------------- | ---------------- | --------- | --------- | -------- | -------- |
| Stephanie Moorhouse | Talaj            | 8,850     | 57.       | kiesett  | kiesett  |
| Stephanie Moorhouse | Ugrás            | 8,875     |           | kiesett  | kiesett  |
| Stephanie Moorhouse | Felemás korlát   | 9,337     | 37.       | kiesett  | kiesett  |
| Stephanie Moorhouse | Gerenda          | 9,162     | 26.       | kiesett  | kiesett  |
| Stephanie Moorhouse | Egyéni összetett | 36,224    | 31.       | 35,723   | 20.      |
| Melissa Munro       | Talaj            | 9,187     | 37.       | kiesett  | kiesett  |
| Melissa Munro       | Ugrás            | 9,225     |           | kiesett  | kiesett  |
| Melissa Munro       | Gerenda          | 9,312     | 22.       | kiesett  | kiesett  |
| Melissa Munro       | Egyéni összetett | 27,724    | 73.       | kiesett  | kiesett  |
| Karen Nguyen        | Talaj            | 8,725     | 59.       | kiesett  | kiesett  |
| Karen Nguyen        | Ugrás            | 9,087     |           | kiesett  | kiesett  |
| Karen Nguyen        | Felemás korlát   | 9,300     | 40.       | kiesett  | kiesett  |
| Karen Nguyen        | Egyéni összetett | 27,112    | 80.       | kiesett  | kiesett  |
| Monette Russo       | Talaj            | 9,062     | 47.       | kiesett  | kiesett  |
| Monette Russo       | Ugrás            | 9,050     |           | kiesett  | kiesett  |
| Monette Russo       | Felemás korlát   | 9,437     | 28.       | kiesett  | kiesett  |
| Monette Russo       | Gerenda          | 8,887     | 48.       | kiesett  | kiesett  |
| Monette Russo       | Egyéni összetett | 36,436    | 25.       | kiesett  | kiesett  |
| Lisa Skinner        | Felemás korlát   | 9,387     | 31.       | kiesett  | kiesett  |
| Lisa Skinner        | Gerenda          | 8,700     | 56.       | kiesett  | kiesett  |
| Lisa Skinner        | Egyéni összetett | 18,087    | 90.       | kiesett  | kiesett  |
| Allana Slater       | Talaj            | 9,337     | 26.       | kiesett  | kiesett  |
| Allana Slater       | Ugrás            | 9,212     |           | kiesett  | kiesett  |
| Allana Slater       | Felemás korlát   | 8,875     | 63.       | kiesett  | kiesett  |
| Allana Slater       | Gerenda          | 9,587     | 7.        | 8,750    | 8.       |
| Allana Slater       | Egyéni összetett | 37,011    | 17.       | 37,099   | 10.      |

### Ritmikus gimnasztika
| Versenyző          | Versenyszám | Selejtező | Selejtező | Selejtező | Selejtező | Selejtező | Selejtező | Selejtező | Selejtező | Selejtező | Selejtező | Döntő   | Döntő   | Döntő   | Döntő   | Döntő    | Döntő    | Döntő   | Döntő   | Döntő    | Döntő    | Helyezés |
| Versenyző          | Versenyszám | Karika    | Karika    | Labda     | Labda     | Buzogány  | Buzogány  | Szalag    | Szalag    | Összesen  | Összesen  | Karika  | Karika  | Labda   | Labda   | Buzogány | Buzogány | Szalag  | Szalag  | Összesen | Összesen | Helyezés |
| Versenyző          | Versenyszám | Pont      | Hely.     | Pont      | Hely.     | Pont      | Hely.     | Pont      | Hely.     | Pont      | Hely.     | Pont    | Hely.   | Pont    | Hely.   | Pont     | Hely.    | Pont    | Hely.   | Pont     | Hely.    | Helyezés |
| ------------------ | ----------- | --------- | --------- | --------- | --------- | --------- | --------- | --------- | --------- | --------- | --------- | ------- | ------- | ------- | ------- | -------- | -------- | ------- | ------- | -------- | -------- | -------- |
| Penelope Blackmore | Egyéni      | 19,575    | 22.       | 19,325    | 22.       | 19,600    | 20.*      | 14,550    | 24.       | 73,050    | 23.       | kiesett | kiesett | kiesett | kiesett | kiesett  | kiesett  | kiesett | kiesett | kiesett  | kiesett  | 23.      |

* - egy másik versenyzővel azonos eredményt ért el

### Trambulin
| Versenyző   | Versenyszám | Selejtező | Selejtező | Döntő    | Döntő    |
| Versenyző   | Versenyszám | Pontszám  | Helyezés  | Pontszám | Helyezés |
| ----------- | ----------- | --------- | --------- | -------- | -------- |
| Lesley Daly | Női         | 58,9      | 13.       | kiesett  | kiesett  |

## Triatlon
| Versenyző       | Versenyszám | 1,5 km úszás | 1,5 km úszás | 40 km kerékpározás | 40 km kerékpározás | 10 km futás      | 10 km futás      | Összesítés    | Összesítés    |
| Versenyző       | Versenyszám | Idő          | Hely.        | Idő                | Hely.              | Idő              | Hely.            | Idő           | Helyezés      |
| --------------- | ----------- | ------------ | ------------ | ------------------ | ------------------ | ---------------- | ---------------- | ------------- | ------------- |
| Gregory Bennett | Férfi       | 18:19        | 29.          | 1:01:13            | 7.*                | 31:34            | 2.               | 1:51:41,58    | 4.            |
| Peter Robertson | Férfi       | 18:16        | 21.          | 1:01:17            | 9.                 | 35:38            | 39.              | 1:55:44,36    | 24.           |
| Simon Thompson  | Férfi       | 18:19        | 31.          | 1:02:17            | 17.                | 31:38            | 3.               | 1:52:47,18    | 10.           |
| Loretta Harrop  | Női         | 18:37        | 1.           | 1:08:46            | 2.                 | 36:47            | 13.              | 2:04:50,17    |               |
| Rina Hill       | Női         | 18:41        | 4.           | 1:15:11            | 34.*               | 37:21            | 17.              | 2:11:58,86    | 33.           |
| Maxine Seear    | Női         | 19:39        | 16.          | nem teljesítette   | nem teljesítette   | nem teljesítette | nem teljesítette | nem ért célba | nem ért célba |

* - egy másik versenyzővel azonos időt ért el

## Úszás
Férfi
| Versenyző                                                                                           | Versenyszám            | Előfutam | Előfutam | Előfutam | Elődöntő | Elődöntő | Elődöntő | Döntő    | Döntő    |
| Versenyző                                                                                           | Versenyszám            | Idő      | Hely.    | Össz.    | Idő      | Hely.    | Össz.    | Idő      | Helyezés |
| --------------------------------------------------------------------------------------------------- | ---------------------- | -------- | -------- | -------- | -------- | -------- | -------- | -------- | -------- |
| Brett Hawke                                                                                         | 50 m gyors             | 22,42    | 4.       | 10.*     | 22,07    | 2.       | 2.       | 22,18    | 6.       |
| Ashley Callus                                                                                       | 50 m gyors             | 22,82    | 8.       | 26.      | kiesett  | kiesett  | kiesett  | kiesett  | kiesett  |
| Ashley Callus                                                                                       | 100 m gyors            | 50,56    | 8.       | 31.      | kiesett  | kiesett  | kiesett  | kiesett  | kiesett  |
| Ian Thorpe                                                                                          | 100 m gyors            | 49,17    | 1.       | 6.       | 49,21    | 3.       | 8.       | 48,56    |          |
| Ian Thorpe                                                                                          | 200 m gyors            | 1:47,22  | 1.       | 1.       | 1:46,65  | 1.       | 2.       | 1:44,71  |          |
| Ian Thorpe                                                                                          | 400 m gyors            | 3:46,55  | 1.       | 2.       |          |          |          | 3:43,10  |          |
| Grant Hackett                                                                                       | 400 m gyors            | 3:46,36  | 1.       | 1.       |          |          |          | 3:43,36  |          |
| Grant Hackett                                                                                       | 200 m gyors            | 1:48,90  | 2.       | 7.       | 1:47,61  | 3.       | 5.       | 1:46,56  | 5.       |
| Grant Hackett                                                                                       | 1500 m gyors           | 15:01,89 | 2.       | 3.       |          |          |          | 14:43,40 |          |
| Craig Stevens                                                                                       | 1500 m gyors           | 15:09,54 | 4.       | 8.       |          |          |          | 15:13,66 | 5.       |
| Joshua Watson                                                                                       | 100 m hát              | 55,85    | 6.       | 17.*     | kiesett  | kiesett  | kiesett  | kiesett  | kiesett  |
| Matt Welsh                                                                                          | 100 m hát              | 55,35    | 3.       | 9.       | 54,69    | 3.       | 6.       | 54,52    | 5.       |
| Matt Welsh                                                                                          | 200 m hát              | 2:01,73  | 6.       | 19.      | kiesett  | kiesett  | kiesett  | kiesett  | kiesett  |
| Patrick Murphy                                                                                      | 200 m hát              | 2:01,26  | 5.       | 18.      | kiesett  | kiesett  | kiesett  | kiesett  | kiesett  |
| Jim Piper                                                                                           | 100 m mell             | 1:02,16  | 6.*      | 19.*     | kiesett  | kiesett  | kiesett  | kiesett  | kiesett  |
| Jim Piper                                                                                           | 200 m mell             | 2:13,79  | 4.       | 10.      | 2:12,22  | 4.       | 8.       | kizárták | kizárták |
| Regan Harrison                                                                                      | 200 m mell             | 2:15,86  | 7.       | 23.      | kiesett  | kiesett  | kiesett  | kiesett  | kiesett  |
| Geoff Huegill                                                                                       | 100 m pillangó         | 52,54    | 2.       | 5.       | 52,64    | 5.       | 6.       | 52,56    | 8.       |
| Adam Pine                                                                                           | 100 m pillangó         | 53,45    | 8.       | 20.      | kiesett  | kiesett  | kiesett  | kiesett  | kiesett  |
| Travis Nederpelt                                                                                    | 200 m pillangó         | 1:58,93  | 5.       | 17.      | kiesett  | kiesett  | kiesett  | kiesett  | kiesett  |
| Travis Nederpelt                                                                                    | 400 m vegyes           | 4:16,77  | 3.       | 8.       |          |          |          | 4:20,08  | 8.       |
| Justin Norris                                                                                       | 400 m vegyes           | 4:16,90  | 4.       | 11.      |          |          |          | kiesett  | kiesett  |
| Justin Norris                                                                                       | 200 m pillangó         | 1:58,05  | 3.       | 6.       | 1:57,96  | 5.       | 11.      | kiesett  | kiesett  |
| Justin Norris                                                                                       | 200 m vegyes           | 2:03,87  | 7.       | 27.      | kiesett  | kiesett  | kiesett  | kiesett  | kiesett  |
| Adam Lucas                                                                                          | 200 m vegyes           | 2:02,12  | 7.       | 17.      | kiesett  | kiesett  | kiesett  | kiesett  | kiesett  |
| Michael Klim Todd Pearson Eamon Sullivan Ian Thorpe Ashley Callus Jonathan Van Hazel                | 4 × 100 m gyorsváltó   | 3:17,64  | 2.*      | 6.*      |          |          |          | 3:15,77  | 6.       |
| Grant Hackett Michael Klim Nicholas Sprenger Ian Thorpe Antony Matkovich Todd Pearson Craig Stevens | 4 × 200 m gyorsváltó   | 7:14,85  | 1.       | 2.       |          |          |          | 7:07,46  |          |
| Michael Klim Adam Pine Jim Piper Matt Welsh                                                         | 4 × 100 m vegyes váltó | 3:39,14  | 3.       | 9.       |          |          |          | kiesett  | kiesett  |

Női
| Versenyző                                                                                       | Versenyszám            | Előfutam | Előfutam | Előfutam | Elődöntő | Elődöntő | Elődöntő | Döntő   | Döntő    |
| Versenyző                                                                                       | Versenyszám            | Idő      | Hely.    | Össz.    | Idő      | Hely.    | Össz.    | Idő     | Helyezés |
| ----------------------------------------------------------------------------------------------- | ---------------------- | -------- | -------- | -------- | -------- | -------- | -------- | ------- | -------- |
| Michelle Engelsman                                                                              | 50 m gyors             | 25,28    | 1.       | 5.*      | 25,13    | 4.       | 5.       | 25,06   | 6.       |
| Lisbeth Trickett                                                                                | 50 m gyors             | 25,31    | 2.       | 7.       | 24,90    | 2.       | 2.       | 24,91   |          |
| Lisbeth Trickett                                                                                | 100 m gyors            | 54,89    | 2.       | 4.       | 55,17    | 5.       | 9.       | kiesett | kiesett  |
| Jodie Henry                                                                                     | 100 m gyors            | 55,13    | 2.       | 7.       | 53,52    | 1.       | 1.       | 53,84   |          |
| Elka Graham                                                                                     | 200 m gyors            | 2:00,13  | 2.       | 7.       | 1:59,44  | 6.       | 9.       | kiesett | kiesett  |
| Elka Graham                                                                                     | 400 m gyors            | 4:11,67  | 5.       | 13.      |          |          |          | kiesett | kiesett  |
| Linda MacKenzie                                                                                 | 400 m gyors            | 4:08,46  | 3.       | 7.       |          |          |          | 4:10,92 | 7.       |
| Linda MacKenzie                                                                                 | 200 m gyors            | 2:02,04  | 7.       | 19.      | kiesett  | kiesett  | kiesett  | kiesett | kiesett  |
| Linda MacKenzie                                                                                 | 800 m gyors            | 8:35,90  | 3.       | 10.      |          |          |          | kiesett | kiesett  |
| Sarah Paton                                                                                     | 800 m gyors            | 8:35,81  | 4.       | 9.       |          |          |          | kiesett | kiesett  |
| Marieke Guehrer                                                                                 | 100 m hát              | 1:02,76  | 6.       | 20.      | kiesett  | kiesett  | kiesett  | kiesett | kiesett  |
| Giaan Rooney                                                                                    | 100 m hát              | 1:01,96  | 2.       | 10.      | 1:01,41  | 4.       | 9.       | kiesett | kiesett  |
| Frances Adcock                                                                                  | 200 m hát              | 2:14,85  | 6.       | 15.      | 2:15,69  | 8.       | 16.      | kiesett | kiesett  |
| Melissa Morgan                                                                                  | 200 m hát              | 2:14,06  | 4.       | 11.      | 2:13,34  | 7.       | 12.      | kiesett | kiesett  |
| Brooke Hanson                                                                                   | 100 m mell             | 1:07,35  | 1.       | 1.       | 1:07,75  | 2.       | 4.       | 1:07,15 |          |
| Brooke Hanson                                                                                   | 200 m mell             | 2:27,38  | 3.       | 6.       | 2:26,43  | 1.       | 3.       | 2:26,39 | 8.       |
| Leisel Jones                                                                                    | 200 m mell             | 2:26,02  | 1.       | 1.       | 2:26,71  | 3.       | 6.       | 2:23,60 |          |
| Leisel Jones                                                                                    | 100 m mell             | 1:07,69  | 1.       | 2.       | 1:06,78  | 1.       | 1.       | 1:07,16 |          |
| Jessicah Schipper                                                                               | 100 m pillangó         | 58,57    | 3.       | 5.       | 58,63    | 3.       | 4.       | 58,22   | 4.       |
| Petria Thomas                                                                                   | 100 m pillangó         | 57,47    | 1.       | 1.       | 57,93    | 2.       | 2.       | 57,72   |          |
| Petria Thomas                                                                                   | 200 m pillangó         | 2:10,87  | 1.       | 5.       | 2:09,24  | 2.       | 4.       | 2:06,36 |          |
| Felicity Galvez                                                                                 | 200 m pillangó         | 2:11,17  | 2.       | 7.       | 2:09,54  | 3.       | 5.       | 2:09,28 | 5.       |
| Alice Mills                                                                                     | 200 m vegyes           | 2:15,62  | 3.       | 9.       | 2:14,95  | 6.       | 10.      | kiesett | kiesett  |
| Lara Carroll                                                                                    | 200 m vegyes           | 2:16,17  | 4.       | 11.      | 2:13,80  | 3.       | 5.       | 2:13,74 | 6.       |
| Lara Carroll                                                                                    | 400 m vegyes           | 4:46,32  | 5.       | 12.      |          |          |          | kiesett | kiesett  |
| Jennifer Reilly                                                                                 | 400 m vegyes           | 4:49,04  | 6.       | 19.      |          |          |          | kiesett | kiesett  |
| Jodie Henry Lisbeth Trickett Alice Mills Petria Thomas Sarah Ryan                               | 4 × 100 m gyorsváltó   | 3:38,26  | 1.       | 1.       |          |          |          | 3:35,94 |          |
| Elka Graham Alice Mills Shayne Reese Petria Thomas Linda MacKenzie Giaan Rooney                 | 4 × 200 m gyorsváltó   | 8:01,85  | 2.       | 3.       |          |          |          | 7:57,40 | 4.       |
| Brooke Hanson Jodie Henry Leisel Jones Alice Mills Giaan Rooney Jessicah Schipper Petria Thomas | 4 × 100 m vegyes váltó | 4:01,17  | 1.       | 1.       |          |          |          | 3:57,32 |          |

* - egy másik versenyzővel azonos időt ért el

## Vitorlázás
Férfi
| Versenyző                  | Versenyszám     | Futam | Futam    | Futam | Futam | Futam | Futam | Futam | Futam | Futam | Futam | Futam | Pontszám | Helyezés |
| Versenyző                  | Versenyszám     | 1     | 2        | 3     | 4     | 5     | 6     | 7     | 8     | 9     | 10    | 11    | Pontszám | Helyezés |
| -------------------------- | --------------- | ----- | -------- | ----- | ----- | ----- | ----- | ----- | ----- | ----- | ----- | ----- | -------- | -------- |
| Lars Kleppich              | Szörfvitorlázás | 9     | 12       | 10    | 4     | 13    | 2     | 8     | 6     | 6     | 31    | 14    | 84       | 8.       |
| Anthony Nossiter           | Finn dingi      | 18    | 8        | 4     | 7     | 8     | 13    | 1     | 8     | 20    | 6     | 25    | 93       | 6.       |
| Nathan Wilmot Malcolm Page | 470-es osztály  | 12    | kizárták | 3     | 3     | 19    | 3     | 4     | 18    | 3     | 26    | 28    | 119      | 12.      |
| Colin Beashel David Giles  | Csillaghajó     | 9     | 7        | 18    | 5     | 4     | 13    | 11    | 16    | 14    | 6     | 13    | 98       | 15.      |

Női
| Versenyző                                                  | Versenyszám     | Futam | Futam | Futam | Futam | Futam | Futam | Futam | Futam | Futam | Futam | Futam | Pontszám | Helyezés |
| Versenyző                                                  | Versenyszám     | 1     | 2     | 3     | 4     | 5     | 6     | 7     | 8     | 9     | 10    | 11    | Pontszám | Helyezés |
| ---------------------------------------------------------- | --------------- | ----- | ----- | ----- | ----- | ----- | ----- | ----- | ----- | ----- | ----- | ----- | -------- | -------- |
| Jessica Crisp                                              | Szörfvitorlázás | 4     | 11    | 13    | 5     | 7     | 6     | 7     | 7     | 9     | 5     | 13    | 74       | 6.       |
| Sarah Blanck                                               | Europe          | 3     | 7     | 2     | 11    | 9     | 2     | 13    | 8     | 12    | 8     | 24    | 75       | 4.       |
| Jennifer Armstrong Belinda Stowell                         | 470-es osztály  | 14    | 12    | 6     | 14    | 11    | 11    | 10    | 8     | 13    | 9     | 19    | 108      | 14.      |
| Nicola Green-Bethwaite Karyn Davis-Gojnich Kristen Kosmala | Yngling         | 11    | 11    | 12    | 10    | 8     | 16    | 5     | 2     | 13    | 10    | 10    | 92       | 13.      |

Nyílt
| Versenyző                       | Versenyszám        | Futam | Futam | Futam | Futam | Futam | Futam | Futam | Futam | Futam | Futam | Futam | Futam | Futam | Futam | Futam | Futam | Pontszám | Helyezés |
| Versenyző                       | Versenyszám        | 1     | 2     | 3     | 4     | 5     | 6     | 7     | 8     | 9     | 10    | 11    | 12    | 13    | 14    | 15    | 16    | Pontszám | Helyezés |
| ------------------------------- | ------------------ | ----- | ----- | ----- | ----- | ----- | ----- | ----- | ----- | ----- | ----- | ----- | ----- | ----- | ----- | ----- | ----- | -------- | -------- |
| Michael Blackburn               | Laser              | 18    | 2     | 10    | 19    | 5     | 6     | 2     | 20    | 13    | 17    | 32    |       |       |       |       |       | 112      | 9.       |
| Christopher Nicholson Gary Boyd | Könnyű 49-es dingi | 13    | 6     | 15    | 1     | 17    | 18    | 10    | 1     | 7     | 3     | 1     | 17    | 2     | 1     | 20    | 11    | 105      | 7.       |
| Darren Bundock John Forbes      | Tornádó            | 9     | 7     | 12    | 11    | 1     | 2     | 3     | 4     | 12    | 1     | 14    |       |       |       |       |       | 62       | 6.       |

## Vívás
Férfi
| Versenyző        | Versenyszám       | Selejtező         | 32-es főtábla               | Nyolcaddöntő      | Negyeddöntő       | Elődöntő          | Bronz- mérkőzés   | Döntő             | Helyezés |
| Versenyző        | Versenyszám       | Ellenfél Eredmény | Ellenfél Eredmény           | Ellenfél Eredmény | Ellenfél Eredmény | Ellenfél Eredmény | Ellenfél Eredmény | Ellenfél Eredmény | Helyezés |
| ---------------- | ----------------- | ----------------- | --------------------------- | ----------------- | ----------------- | ----------------- | ----------------- | ----------------- | -------- |
| Frank Bartolillo | Tőr, egyéni       |                   | Vu Han-hsziung (CHN) · 8-15 | kiesett           | kiesett           | kiesett           | kiesett           | kiesett           | 27.      |
| Seamus Robinson  | Párbajtőr, egyéni |                   | Pavel Kolobkov (RUS) · 5-15 | kiesett           | kiesett           | kiesett           | kiesett           | kiesett           | 26.      |

Női
| Versenyző    | Versenyszám       | Selejtező         | 32-es főtábla          | Nyolcaddöntő                 | Negyeddöntő       | Elődöntő          | Bronz- mérkőzés   | Döntő             | Helyezés |
| Versenyző    | Versenyszám       | Ellenfél Eredmény | Ellenfél Eredmény      | Ellenfél Eredmény            | Ellenfél Eredmény | Ellenfél Eredmény | Ellenfél Eredmény | Ellenfél Eredmény | Helyezés |
| ------------ | ----------------- | ----------------- | ---------------------- | ---------------------------- | ----------------- | ----------------- | ----------------- | ----------------- | -------- |
| Evelyn Halls | Párbajtőr, egyéni |                   | I Gumnam (KOR) · 15-14 | Maureen Nisima (FRA) · 10-15 | kiesett           | kiesett           | kiesett           | kiesett           | 14.      |

## Vízilabda

### Férfi
| Ausztrál nemzeti férfi vízilabdacsapat-játékoskeret | Ausztrál nemzeti férfi vízilabdacsapat-játékoskeret | Ausztrál nemzeti férfi vízilabdacsapat-játékoskeret | Ausztrál nemzeti férfi vízilabdacsapat-játékoskeret | Ausztrál nemzeti férfi vízilabdacsapat-játékoskeret | Ausztrál nemzeti férfi vízilabdacsapat-játékoskeret | Ausztrál nemzeti férfi vízilabdacsapat-játékoskeret |
| #                                                   | Név                                                 | Poszt                                               | Magasság                                            | Súly                                                | Kor                                                 | Klub                                                |
| --------------------------------------------------- | --------------------------------------------------- | --------------------------------------------------- | --------------------------------------------------- | --------------------------------------------------- | --------------------------------------------------- | --------------------------------------------------- |
| 1                                                   | James Stanton                                       | GK                                                  | 1,98 m (6 ft 6 in)                                  | 93 kg                                               | 1983. július 21. (21 évesen)                        | Fremantle Perth                                     |
| 2                                                   | Dean Semmens                                        | CB                                                  | 1,88 m (6 ft 2 in)                                  | 89 kg                                               | 1979. november 22. (24 évesen)                      | CN Sant Andreu                                      |
| 3                                                   | Trent Franklin                                      | D                                                   | 1,84 m (6 ft 0 in)                                  | 80 kg                                               | 1979. február 12. (25 évesen)                       | Sydney ONI                                          |
| 4                                                   | Pietro Figlioli                                     | D                                                   | 1,89 m (6 ft 2 in)                                  | 89 kg                                               | 1984. május 29. (20 évesen)                         | CN Barcelona                                        |
| 5                                                   | Craig Miller                                        | D                                                   | 1,91 m (6 ft 3 in)                                  | 90 kg                                               | 1971. november 23. (32 évesen)                      | Cronulla Sutherland                                 |
| 6                                                   | Toby Jenkins                                        | CF                                                  | 1,93 m (6 ft 4 in)                                  | 95 kg                                               | 1979. november 26. (24 évesen)                      | Brisbane Barracudas                                 |
| 7                                                   | Tim Neesham                                         | D                                                   | 1,84 m (6 ft 0 in)                                  | 86 kg                                               | 1979. október 20. (24 évesen)                       | PN Firenze                                          |
| 8                                                   | Sam McGregor                                        | CB                                                  | 1,92 m (6 ft 4 in)                                  | 95 kg                                               | 1984. augusztus 12. (20 évesen)                     | CN Terrassa                                         |
| 9                                                   | Thomas Whalan                                       | CB                                                  | 1,94 m (6 ft 4 in)                                  | 89 kg                                               | 1980. október 13. (23 évesen)                       | CN Atlètic-Barceloneta                              |
| 10                                                  | Gavin Woods                                         | CF                                                  | 1,99 m (6 ft 6 in)                                  | 95 kg                                               | 1978. március 1. (26 évesen)                        | Balmain Tigers Sydney                               |
| 11                                                  | Alex Osadchuk                                       | D                                                   | 1,80 m (5 ft 11 in)                                 | 86 kg                                               | 1972. február 19. (32 évesen)                       | Brisbane Barracudas                                 |
| 12                                                  | Nathan Thomas                                       | D                                                   | 1,93 m (6 ft 4 in)                                  | 98 kg                                               | 1972. augusztus 28. (31 évesen)                     | CN Barcelona                                        |
| 13                                                  | Rafael Sterk                                        | GK                                                  | 1,85 m (6 ft 1 in)                                  | 85 kg                                               | 1978. január 27. (26 évesen)                        | Brisbane Barracudas                                 |
| Vezetőedző: Erkin Shagaev                           |                                                     |                                                     |                                                     |                                                     |                                                     |                                                     |

- Kor: 2004. augusztus 14-i kora

#### Eredmények
Csoportkör
B csoport
| Csapat              | M | Gy | D | V | G+ | G– | Gk  | P |
| ------------------- | - | -- | - | - | -- | -- | --- | - |
| Görögország (GRE)   | 5 | 4  | 0 | 1 | 43 | 27 | +16 | 8 |
| Németország (GER)   | 5 | 3  | 1 | 1 | 40 | 28 | +12 | 7 |
| Spanyolország (ESP) | 5 | 3  | 0 | 2 | 35 | 31 | +4  | 6 |
| Olaszország (ITA)   | 5 | 3  | 0 | 2 | 39 | 24 | +15 | 6 |
| Ausztrália (AUS)    | 5 | 1  | 1 | 3 | 37 | 35 | +2  | 4 |
| Egyiptom (EGY)      | 5 | 0  | 0 | 5 | 18 | 67 | –49 | 0 |

| 2004. augusztus 15. 09:30 | Egyiptom (EGY)       | 3–14 | Ausztrália (AUS) | Központi Olimpiai Uszoda Játékvezetők: Kiszelly Gábor (HUN), Hector Valcarce (ARG) |
| 2004. augusztus 15. 09:30 | (1–3, 0–5, 1–4, 1–2) |      |                  | Központi Olimpiai Uszoda Játékvezetők: Kiszelly Gábor (HUN), Hector Valcarce (ARG) |
| 2004. augusztus 15. 09:30 | három játékos 1      |      | Miller 3         | Központi Olimpiai Uszoda Játékvezetők: Kiszelly Gábor (HUN), Hector Valcarce (ARG) |

| 2004. augusztus 17. 09:30 | Ausztrália (AUS)     | 4–8 | Olaszország (ITA) | Központi Olimpiai Uszoda Játékvezetők: Zoran Tomic (CRO), Aaron Chaney (USA) |
| 2004. augusztus 17. 09:30 | (1–1, 2–2, 0–3, 1–2) |     |                   | Központi Olimpiai Uszoda Játékvezetők: Zoran Tomic (CRO), Aaron Chaney (USA) |
| 2004. augusztus 17. 09:30 | Whalan 2             |     | Postiglione 3     | Központi Olimpiai Uszoda Játékvezetők: Zoran Tomic (CRO), Aaron Chaney (USA) |

| 2004. augusztus 19. 16:30 | Spanyolország (ESP)  | 8–4 | Ausztrália (AUS) | Központi Olimpiai Uszoda Játékvezetők: Alan Balfanbayev (KAZ), Zoran Tomic (CRO) |
| 2004. augusztus 19. 16:30 | (2–1, 3–1, 1–1, 2–1) |     |                  | Központi Olimpiai Uszoda Játékvezetők: Alan Balfanbayev (KAZ), Zoran Tomic (CRO) |
| 2004. augusztus 19. 16:30 | három játékos 2      |     | négy játékos 1   | Központi Olimpiai Uszoda Játékvezetők: Alan Balfanbayev (KAZ), Zoran Tomic (CRO) |

| 2004. augusztus 21. 17:45 | Görögország (GRE)    | 10–9 | Ausztrália (AUS) | Központi Olimpiai Uszoda Játékvezetők: Alan Balfanbayev (KAZ), Kiszelly Gábor (HUN) |
| 2004. augusztus 21. 17:45 | (2–2, 3–2, 3–2, 2–3) |      |                  | Központi Olimpiai Uszoda Játékvezetők: Alan Balfanbayev (KAZ), Kiszelly Gábor (HUN) |
| 2004. augusztus 21. 17:45 | Hadzitheodóru 3      |      | három játékos 2  | Központi Olimpiai Uszoda Játékvezetők: Alan Balfanbayev (KAZ), Kiszelly Gábor (HUN) |

| 2004. augusztus 23. 09:30 | Németország (GER)    | 6–6 | Ausztrália (AUS) | Központi Olimpiai Uszoda Játékvezetők: Vlastimil Kratochvil (SVK), Mario Brguljan (SCG) |
| 2004. augusztus 23. 09:30 | (1–3, 2–1, 1–0, 2–2) |     |                  | Központi Olimpiai Uszoda Játékvezetők: Vlastimil Kratochvil (SVK), Mario Brguljan (SCG) |
| 2004. augusztus 23. 09:30 | Politze, Nossek 2    |     | Woods 3          | Központi Olimpiai Uszoda Játékvezetők: Vlastimil Kratochvil (SVK), Mario Brguljan (SCG) |

A 10 közé jutásért
| 2004. augusztus 25. 09:30 | Kazahsztán (KAZ)     | 5–10 | Ausztrália (AUS)   | Központi Olimpiai Uszoda Játékvezetők: Radu Sorin Matache (ROU), Decio Patelli (BRA) |
| 2004. augusztus 25. 09:30 | (2–2, 1–4, 1–3, 1–1) |      |                    | Központi Olimpiai Uszoda Játékvezetők: Radu Sorin Matache (ROU), Decio Patelli (BRA) |
| 2004. augusztus 25. 09:30 | Elke 2               |      | Figlioli, Thomas 2 | Központi Olimpiai Uszoda Játékvezetők: Radu Sorin Matache (ROU), Decio Patelli (BRA) |

A 7–10. helyért
| 2004. augusztus 27. 10:45 | Egyesült Államok (USA) | 6–5 | Ausztrália (AUS) | Központi Olimpiai Uszoda Játékvezetők: Radu Sorin Matache (ROU), Daniel Legare (CAN) |
| 2004. augusztus 27. 10:45 | (2–0, 1–1, 2–2, 1–2)   |     |                  | Központi Olimpiai Uszoda Játékvezetők: Radu Sorin Matache (ROU), Daniel Legare (CAN) |
| 2004. augusztus 27. 10:45 | Azevedo 3              |     | Figlioli 3       | Központi Olimpiai Uszoda Játékvezetők: Radu Sorin Matache (ROU), Daniel Legare (CAN) |

A 9. helyért
| 2004. augusztus 29. 09:30 | Ausztrália (AUS)     | 8–7 | Horvátország (CRO) | Központi Olimpiai Uszoda Játékvezetők: Kiszelly Gábor (HUN), Mohamed Sayed Mahmoud (EGY) |
| 2004. augusztus 29. 09:30 | (2–0, 3–4, 1–1, 2–2) |     |                    | Központi Olimpiai Uszoda Játékvezetők: Kiszelly Gábor (HUN), Mohamed Sayed Mahmoud (EGY) |
| 2004. augusztus 29. 09:30 | Whalan 5             |     | Franković 3        | Központi Olimpiai Uszoda Játékvezetők: Kiszelly Gábor (HUN), Mohamed Sayed Mahmoud (EGY) |

| Csapat           | Helyezés |
| ---------------- | -------- |
| Ausztrália (AUS) | 9.       |

### Női
| Ausztrál nemzeti női vízilabdacsapat-játékoskeret | Ausztrál nemzeti női vízilabdacsapat-játékoskeret | Ausztrál nemzeti női vízilabdacsapat-játékoskeret | Ausztrál nemzeti női vízilabdacsapat-játékoskeret | Ausztrál nemzeti női vízilabdacsapat-játékoskeret | Ausztrál nemzeti női vízilabdacsapat-játékoskeret | Ausztrál nemzeti női vízilabdacsapat-játékoskeret |
| #                                                 | Név                                               | Poszt                                             | Magasság                                          | Súly                                              | Kor                                               | Klub                                              |
| ------------------------------------------------- | ------------------------------------------------- | ------------------------------------------------- | ------------------------------------------------- | ------------------------------------------------- | ------------------------------------------------- | ------------------------------------------------- |
| 1                                                 | Emma Knox                                         | GK                                                | 1,73 m (5 ft 8 in)                                | 72 kg                                             | 1978. március 2. (26 évesen)                      | Perth Comets                                      |
| 2                                                 | Rebecca Rippon                                    | D                                                 | 1,65 m (5 ft 5 in)                                | 70 kg                                             | 1978. december 26. (25 évesen)                    | Balmain Tigers                                    |
| 3                                                 | Nikita Cuffe                                      | CF                                                | 1,79 m (5 ft 10 in)                               | 73 kg                                             | 1979. szeptember 26. (24 évesen)                  | KFC Breakers                                      |
| 4                                                 | Naomi Castle                                      | CB                                                | 1,80 m (5 ft 11 in)                               | 72 kg                                             | 1974. május 29. (30 évesen)                       | KFC Breakers                                      |
| 5                                                 | Bronwyn Smith                                     | D                                                 | 1,76 m (5 ft 9 in)                                | 65 kg                                             | 1974. július 3. (30 évesen)                       | KFC Breakers                                      |
| 6                                                 | Belinda Brooks                                    | CB                                                | 1,76 m (5 ft 9 in)                                | 75 kg                                             | 1977. február 3. (27 évesen)                      | Fremantle Marlins                                 |
| 7                                                 | Jodie Stuhmcke                                    | CF                                                | 1,80 m (5 ft 11 in)                               | 75 kg                                             | 1980. november 21. (23 évesen)                    | KFC Breakers                                      |
| 8                                                 | Kate Gynther                                      | D                                                 | 1,75 m (5 ft 9 in)                                | 71 kg                                             | 1982. július 5. (22 évesen)                       | Brisbane Barracudas                               |
| 9                                                 | Elise Norwood                                     | D                                                 | 1,72 m (5 ft 8 in)                                | 65 kg                                             | 1981. június 18. (23 évesen)                      | University of Sydney                              |
| 10                                                | Kelly Heuchan                                     | D                                                 | 1,75 m (5 ft 9 in)                                | 67 kg                                             | 1980. január 30. (24 évesen)                      | Fremantle Marlins                                 |
| 11                                                | Jemma Brownlow                                    | GK                                                | 1,68 m (5 ft 6 in)                                | 62 kg                                             | 1979. november 14. (24 évesen)                    | Balmain Tigers                                    |
| 12                                                | Joanne Fox                                        | CB                                                | 1,82 m (6 ft 0 in)                                | 72 kg                                             | 1979. június 12. (25 évesen)                      | Balmain Tigers                                    |
| 13                                                | Melissa Rippon                                    | D                                                 | 1,69 m (5 ft 7 in)                                | 70 kg                                             | 1981. január 20. (23 évesen)                      | Brisbane Barracudas                               |
| Vezetőedző: Görgényi István                       |                                                   |                                                   |                                                   |                                                   |                                                   |                                                   |

- Kor: 2004. augusztus 14-i kora

#### Eredmények
Csoportkör
A csoport
| Csapat            | M | Gy | D | V | G+ | G– | Gk | P |
| ----------------- | - | -- | - | - | -- | -- | -- | - |
| Ausztrália (AUS)  | 3 | 2  | 0 | 1 | 22 | 16 | +6 | 5 |
| Olaszország (ITA) | 3 | 2  | 1 | 0 | 20 | 14 | +6 | 4 |
| Görögország (GRE) | 3 | 1  | 1 | 1 | 17 | 20 | −3 | 3 |
| Kazahsztán (KAZ)  | 3 | 0  | 3 | 0 | 16 | 25 | −9 | 0 |

| 2004. augusztus 16. 10:45 | Ausztrália (AUS)     | 6–5 | Olaszország (ITA) | Központi Olimpiai Uszoda Játékvezetők: Peter Bookelman (NED), Sergio Borrell (ESP) |
| 2004. augusztus 16. 10:45 | (3–1, 1–2, 1–1, 1–1) |     |                   | Központi Olimpiai Uszoda Játékvezetők: Peter Bookelman (NED), Sergio Borrell (ESP) |
| 2004. augusztus 16. 10:45 | Gynther, Heuchan 2   |     | öt játékos 1      | Központi Olimpiai Uszoda Játékvezetők: Peter Bookelman (NED), Sergio Borrell (ESP) |

| 2004. augusztus 18. 09:30 | Ausztrália (AUS)     | 9–4 | Kazahsztán (KAZ) | Központi Olimpiai Uszoda Játékvezetők: Boris Margeta (SLO), Hector Valcarce (ARG) |
| 2004. augusztus 18. 09:30 | (3–2, 2–1, 2–0, 2–1) |     |                  | Központi Olimpiai Uszoda Játékvezetők: Boris Margeta (SLO), Hector Valcarce (ARG) |
| 2004. augusztus 18. 09:30 | Heuchan, Norwood 3   |     | négy játékos 1   | Központi Olimpiai Uszoda Játékvezetők: Boris Margeta (SLO), Hector Valcarce (ARG) |

| 2004. augusztus 20. 18:00 | Ausztrália (AUS)     | 7–7 | Görögország (GRE) | Központi Olimpiai Uszoda Játékvezetők: Aaron Chaney (USA), Kiszelly Gábor (HUN) |
| 2004. augusztus 20. 18:00 | (1–2, 3–5, 2–0, 1–0) |     |                   | Központi Olimpiai Uszoda Játékvezetők: Aaron Chaney (USA), Kiszelly Gábor (HUN) |
| 2004. augusztus 20. 18:00 | Castle, Gynther 3    |     | Aszilián, Lára 2  | Központi Olimpiai Uszoda Játékvezetők: Aaron Chaney (USA), Kiszelly Gábor (HUN) |

Elődöntő
| 2004. augusztus 24. 18:15 | Ausztrália (AUS)     | 2–6 | Görögország (GRE) | Központi Olimpiai Uszoda Játékvezetők: Peter Bookelman (NED), Torsten Bock (GER) |
| 2004. augusztus 24. 18:15 | (1–4, 0–1, 1–1, 0–0) |     |                   | Központi Olimpiai Uszoda Játékvezetők: Peter Bookelman (NED), Torsten Bock (GER) |
| 2004. augusztus 24. 18:15 | Fox, Stuhmcke 1      |     | Rumbészi 2        | Központi Olimpiai Uszoda Játékvezetők: Peter Bookelman (NED), Torsten Bock (GER) |

Bronzmérkőzés
| 2004. augusztus 26. 17:00 | Ausztrália (AUS)     | 5–6 | Egyesült Államok (USA) | Központi Olimpiai Uszoda Játékvezetők: Peter Bookelman (NED), Torsten Bock (GER) |
| 2004. augusztus 26. 17:00 | (0–0, 0–4, 3–1, 2–1) |     |                        | Központi Olimpiai Uszoda Játékvezetők: Peter Bookelman (NED), Torsten Bock (GER) |
| 2004. augusztus 26. 17:00 | Brooks 2             |     | Estes 3                | Központi Olimpiai Uszoda Játékvezetők: Peter Bookelman (NED), Torsten Bock (GER) |

| Csapat           | Helyezés |
| ---------------- | -------- |
| Ausztrália (AUS) | 4.       |